# 羽越本線
羽越本線（うえつほんせん）は、新潟県新潟市秋葉区の新津駅から日本海沿岸を経て秋田県秋田市の秋田駅までを結ぶ、東日本旅客鉄道（JR東日本）の鉄道路線（幹線）である。このほか、山形県酒田市の酒田駅から酒田港駅までの日本貨物鉄道（JR貨物）の貨物支線を持つ。 

## 概要
新潟県下越地方から山形県を経由して秋田県沿岸部を結ぶ、東北地方の日本海沿岸の大動脈路線。路線名は、秋田県・山形県の旧国名である出羽国と新潟県の旧国名である越後国を結ぶことに由来している。日本海沿岸の他の鉄道路線とともに、近畿地方から東北地方を繋ぐ日本海縦貫線の一部を形成し、「いなほ」などの長距離特急列車や、JR貨物による貨物列車が走る。村上駅以北で線路は日本海の海岸に沿って進むが、日本海沿岸に特有の自然災害に弱く、長期に亘る運休を強いられる事故がしばしば起きている。
新発田駅以北の列車は白新線と一体の運転系統として運行され、特急列車を始めとして多くの列車が新潟駅に乗り入れる。新津駅 - 新発田駅間は主に区間列車が運行されている（詳細は運行形態を参照）。また、新津駅 - 村上駅間は旅客営業規則が定める大都市近郊区間の「新潟近郊区間」に含まれ、新津駅 - 新発田駅間の全駅および中条駅・坂町駅・村上駅はIC乗車カード「Suica」の新潟エリアに、新屋駅 - 秋田駅間が同じく秋田エリアに含まれている。
新津駅 - 酒田駅間は新潟支社が、本楯駅 - 秋田駅間は秋田支社が管轄している。

## 路線データ
- 管轄・路線距離（営業キロ）：全長274.4km（支線含む）
  - 東日本旅客鉄道
    - 新津駅 - 秋田駅 271.7km（第一種鉄道事業者）

  - 日本貨物鉄道
    - 酒田駅 - 酒田港駅 2.7km（第一種鉄道事業者）
    - 新津駅 - 秋田駅 271.7km（第二種鉄道事業者）
- 軌間：1067mm
- 駅数：61
  - 旅客駅：60（起終点駅含む）
  - 貨物駅：1（旅客併設駅を除く）
    - 羽越本線所属駅に限定した場合、新津駅（信越本線所属）と秋田駅（奥羽本線所属）が除外され、59駅（うち旅客駅58駅）となる。
- 複線区間：[2] #駅一覧も参照。
  - 新発田駅 - 金塚駅間
  - 中条駅 - 平林駅間
  - 村上駅 - 間島駅間
  - 越後早川駅 - 桑川駅間
  - 越後寒川駅 - 勝木駅間
  - 府屋駅 - 小岩川駅間
  - あつみ温泉駅 - 羽前大山駅間
  - 藤島駅 - 本楯駅間
  - 遊佐駅 - 吹浦駅間
  - 金浦駅 - 仁賀保駅間
  - 西目駅 - 折渡駅間
  - 道川駅 - 下浜駅間
- 電化区間：[2]
  - 新津駅 - 村上駅間 直流1,500V
  - 村上駅 - 秋田駅間 交流20,000V・50Hz
    - デッドセクション：村上駅 - 間島駅間、車上切替式

  - 酒田駅 - 酒田港駅間 非電化
- 閉塞方式：自動閉塞式（酒田駅 - 酒田港駅間[注釈 2]を除く）[3]
- 保安装置：
  - ATS-P（間島駅、越後早川駅、鼠ヶ関駅 - あつみ温泉駅）
  - ATS-Ps（坂町駅、酒田駅、秋田駅構内など）
  - ATS-SN
- 最高速度（電車または気動車）
  - 新津駅 - 新発田駅間・今川駅 - 三瀬駅間・酒田駅 - 秋田駅間 95km/h
  - 新発田駅 - 村上駅間・三瀬駅 - 酒田駅間 120km/h
  - 村上駅 - 今川駅間 100km/h
- 運転指令所：
  - 新津駅 - 酒田駅間 新潟総合指令室 (CTC)
  - 酒田駅 - 秋田駅間 秋田総合指令室 (CTC)
- 大都市近郊区間
  - 新潟近郊区間：新津駅 - 村上駅間
- IC乗車カード対応区間
  - Suica新潟エリア：新津駅 - 新発田駅間、中条駅、坂町駅、村上駅
  - Suica秋田エリア：新屋駅 - 秋田駅間

## 歴史
羽越本線の建設は、おおむね県ごとの3区間に分かれて行われた。
新潟県内は、信越線の支線として開業した新津 - 新発田間を村上線に編入して北へ延長する形で、山形県内は、新庄から酒田に向かって延長されてきた酒田線（1917年に陸羽西線（りくうさいせん）と改称）を南北にそれぞれ延長する形で、秋田県内は秋田から羽越北線（うえつほくせん）を南に延長する形で建設が進められ、1924年に各県境区間が接続して全通、羽越線と改称し、1925年に支線（赤谷線）の開業に伴って羽越本線と改称された。
羽後岩谷・折渡間には石油層という軟弱な地盤を掘削するため1917年に日本初のシールド工法を利用して建設された折渡トンネルがある（現在の下り線に採用されたが思うような結果が出ず、工事の途中で従来の工法に戻されたようである）。
太平洋戦争中は、日本海岸を縦貫する幹線ルートの一部として輸送力増強の要請から信号場が数多く追設され、戦後も部分的にではあるが複線化が行われている（当初は新発田 - 秋田間を複線化する予定であったが、財務状況の悪化と輸送量の減少により中断された結果である）。海岸線を走るという特徴のため、従来線（単線）に増設して複線にしただけでなく、内陸に複線の新線を建設し従来線を廃止するといった手段も取られた。このため村上 - 三瀬間には旧線の遺構が数多く見られる。また、一部には建設途中で中止されたと思われる未成線もある。1972年には全線が電化されている。
2022年7月28日、JR東日本は利用者の少ない輸送密度2,000人未満の地方在来線区間別収支を発表し、本路線の村上駅 - 鶴岡駅間の赤字額が49億900万円と、同社管内でも極めて大きな額になっていることを明らかにした。

### 年表

#### 新津駅 - 鼠ケ関駅間（信越線→村上線）
- 1912年（大正元年）9月2日：新津駅 - 新発田駅間 (26.0km) が信越線として開業。水原駅・天王新田駅（現在の月岡駅）・新発田駅が開業。
- 1914年（大正3年）
  - 6月1日：新発田駅 - 中条駅間 (13.1km) が村上線として延伸開業。信越線新津駅 - 新発田駅間を編入して新津駅 - 中条駅が村上線となる。加治駅・金塚駅・中条駅が開業。
  - 11月1日：中条駅 - 村上駅間 (20.3km) が延伸開業。平木田駅・坂町駅・岩船町駅・村上駅が開業。

#### 鼠ケ関駅 - 余目駅間（陸羽西線）
- 1918年（大正7年）9月21日：余目駅 - 鶴岡仮駅間 (13.3km) が陸羽西線として延伸開業。藤島駅・鶴岡駅が開業。
- 1919年（大正8年）
  - 7月6日：鶴岡仮駅 - 鶴岡駅間 (1.8km) が延伸開業。
  - 12月5日：鶴岡駅 - 羽前大山駅間 (6.0km) が延伸開業。羽前大山駅が開業。
- 1922年（大正11年）5月22日：羽前大山駅 - 三瀬駅間 (10.2km) が延伸開業。三瀬駅が開業。
- 1923年（大正12年）
  - 3月18日：三瀬駅 - 温海駅間 (13.4km) が延伸開業。五十川駅・温海駅（現在のあつみ温泉駅）が開業。
  - 11月23日：温海駅 - 鼠ケ関駅間 (8.8km) が延伸開業。鼠ケ関駅が開業。

#### 余目駅 - 羽後岩谷駅間（酒田線→陸羽西線）
- 1914年（大正3年）12月24日：酒田線余目駅 - 酒田駅間 (12.2km) が延伸開業。砂越駅・酒田駅が開業。
- 1915年（大正4年）4月25日：酒田駅 - 最上川駅間 (2.7km) の貨物支線が開業。（荷貨）最上川駅（現在の酒田港駅）が開業。
- 1917年（大正6年）11月1日：新庄駅 - 酒田駅間と貨物支線酒田駅 - 最上川駅間が陸羽西線に改称。
- 1919年（大正8年）12月5日：酒田駅 - 遊佐駅間 (12.2km) が延伸開業。本楯駅・遊佐駅が開業。
- 1920年（大正9年）
  - 1月12日：高屋信号所が開設。
  - 7月20日：遊佐駅 - 吹浦間 (7.0km) が延伸開業。吹浦駅が開業。
- 1921年（大正10年）
  - 10月：新屋駅 - 羽後亀田駅間で飛砂防止林（クロマツ、ニセアカシア）の植林が始まる[6]。
  - 11月15日：吹浦駅 - 象潟駅間 (17.3km) が延伸開業。小砂川駅・象潟駅が開業。
- 1922年（大正11年）
  - 6月30日：象潟駅 - 羽後本荘駅間 (25.5km) が延伸開業。金浦駅・羽後平沢駅（現在の仁賀保駅）・西目駅・羽後本荘駅が開業。
  - 10月16日：羽後本荘駅 - 羽後岩谷駅間 (7.1km) が延伸開業。羽後岩谷駅が開業。

#### 羽後岩谷駅 - 秋田駅間（羽越北線）
- 1920年（大正9年）
  - 2月22日：秋田駅 - 道川駅間 (19.9km) が羽越北線として開業。新屋駅・下浜駅・道川駅が開業。
  - 7月30日：道川駅 - 羽後亀田駅間 (8.1km) が延伸開業。羽後亀田駅が開業。
- 1921年（大正10年）7月31日：羽後牛島駅が開業。
- 1924年（大正13年）4月20日：羽後亀田駅 - 羽後岩谷駅間 (7.7km) が延伸開業。陸羽西線鼠ケ関駅 - 羽後岩谷駅間を編入して秋田駅 - 鼠ケ関駅が羽越線に改称。

#### 全通後
- 1924年（大正13年）7月31日 村上駅 - 鼠ケ関駅間 (41.6km) が延伸開業。村上線を羽越線に編入して新津駅 - 秋田駅間・酒田駅 - 最上川駅間が羽越線として全通。間島駅・越後早川駅・桑川駅・越後寒川駅・勝木駅・府屋駅が開業。
- 1925年（大正14年）11月20日：支線である赤谷線の開業に伴い羽越本線に改称。
- 1926年（大正15年）9月5日：羽前水沢駅が開業。
- 1934年（昭和9年）4月6日：加治川仮乗降場が開業。
- 1941年（昭和16年）2月1日：最上川駅が酒田港駅に改称。
- 1943年（昭和18年）9月30日：京ケ瀬信号場が開設。
- 1944年（昭和19年）
  - 3月31日：東酒田信号場が開設。
  - 5月31日：中浦信号場が開設。
  - 6月1日：南余目信号場が開設。
  - 7月1日：今川信号場が開設。
  - 9月28日：神山信号場が開設。
  - 10月1日：小波渡信号場・北余目（初代）信号場が開設。
  - 12月11日：小岩川信号場が開設。
- 1949年（昭和24年）7月11日：北余目信号場（初代）が廃止。
- 1950年（昭和25年）
  - 月日不明：平林仮乗降場が開業。
  - 2月1日：小岩川信号場・小波渡信号場が駅に変更され小岩川駅・小波渡駅が開業。
  - 3月15日：南余目信号場が改称のうえ駅に変更され西袋駅が開業。
  - 9月1日：天王新田駅が月岡駅に改称。
- 1951年（昭和26年）4月1日?：鳥海駅・上浜の両仮乗降場が開業。
- 1952年（昭和27年）
  - 1月16日：鳥海仮乗降場が改称のうえ駅に変更され南鳥海駅が開業。
  - 3月1日：上浜仮乗降場が駅に変更され上浜駅が開業。
  - 5月15日：平林仮乗降場が駅に変更され平林駅が開業。
- 1953年（昭和28年）7月1日：中浦信号場が駅に変更され中浦駅が開業。
- 1955年（昭和30年）1月20日：神山信号場が駅に変更され神山駅が開業。
- 1957年（昭和32年）
  - 4月27日：五十川駅 - 小波渡駅間の新津起点119.3km地点付近にて下り旅客列車（蒸気機関車C51形牽引）が崩れた岩石に衝突して転覆。26日後の5月23日に運転再開。
  - 9月28日：折渡信号場が開設。
  - 9月29日：北余目信号場（2代）が開業。余目駅 - 北余目信号場間が複線化。
- 1958年（昭和33年）12月25日：東酒田信号場が駅に変更され東酒田駅が開業。
- 1960年（昭和35年）10月1日：北余目信号場（2代）が廃止。北余目信号場駅 - 砂越駅間が複線化。
- 1961年（昭和36年）
  - 2月9日：村上駅 - 間島駅間の新津起点63.1km地点付近で急行「日本海」が崩れた土砂に乗り上げ脱線転覆。蒸気機関車C57 1が大破。
  - 8月29日：新津駅 - 京ケ瀬信号場間において下り旅客列車が踏切で衝突したトレーラーとともに阿賀野川橋梁に激突し、その衝撃で阿賀野川橋梁のトラス4連のうち新津方1連が破損し落橋。機関車C57 106と客車2両が脱線し、機関車は川に転落し大破。機関車乗務員2人が死亡、乗務員・乗客12人負傷。9月19日に仮復旧するまで不通となる。
  - 10月1日：大阪駅 - 青森駅間（北陸本線・信越本線・羽越本線・奥羽本線経由）で特急「白鳥」が運転開始。羽越線を通る初めての特急列車。
- 1962年（昭和37年）
  - 4月1日：京ケ瀬信号場が駅に変更され京ケ瀬駅が開業。
  - 7月20日：砂越駅 - 東酒田駅間が複線化。
  - 8月1日：加治川仮乗降場が廃止。
  - 9月16日：前年に事故で落橋した阿賀野川橋梁が本復旧。
  - 9月27日：二古信号場が開設。
  - 9月29日：出戸信号場が開設。
  - 9月30日：桂根信号場が開設。
  - 10月30日：女鹿信号場が開設。
  - 11月29日：羽後本荘駅 - 羽後岩谷駅間で下り単行蒸気機関車（D51形）と上り貨物列車（ディーゼル機関車DF50 548牽引）が正面衝突する事故（羽越本線列車衝突事故）が発生。貨物列車の乗務員2名が殉職。
  - 11月30日：東酒田駅 - 酒田駅間が複線化。
- 1964年（昭和39年）
  - 2月1日：北余目駅が開業。
  - 3月9日：列車運転の安全と線路容量の緩和を図るため、新津駅 - 余目駅間、酒田駅 - 秋田駅間 (259.5km) を単線自動化することが国鉄常務会で決定。
  - 7月7日：国鉄理事会にて中条駅 - 平木田駅間、村上駅 - 間島駅間、三瀬駅 - 羽前水沢駅間の線増工事決定。
  - 9月30日：幕ノ内信号場が開設。
- 1965年（昭和40年）
  - 2月17日：新発田駅 - 金塚駅間が自動信号化[7]。
  - 2月19日：金塚駅 - 平木田駅間が自動信号化[7]。
  - 2月21日：平木田駅 - 坂町駅間が自動信号化[7]。
  - 3月20日：国鉄理事会にて新発田駅 - 余目駅間の線増が決定。
  - 5月20日：新発田駅 - 余目駅間の複線化工事が開始。
  - 9月1日 新川信号場が開設。新川信号場駅 - 平木田間が複線化。
  - 9月26日：西鶴岡信号場が開設。
  - 12月22日：国鉄理事会にて酒田駅 - 秋田駅間の線増が決定。
- 1966年（昭和41年）
  - 9月20日：中条駅 - 新川信号場間が複線化[8][9]。新川信号場が廃止。
  - 9月22日：矢引信号場が開設。矢引信号場駅 - 羽前水沢間が複線化[10]。
- 1967年（昭和42年）
  - 8月28日：羽越水害により羽越線も被害に遭い運休。
  - 9月21日：道川駅 - 下浜駅間が複線化[11]。
  - 10月14日：村上駅 - 間島駅間が複線化[12]。
  - 10月17日：矢引信号所が廃止。三瀬駅 - 矢引信号場間が複線化[12][13]。
  - 12月1日：加治駅 - 金塚間が複線化[14]。
- 1968年（昭和43年）
  - 4月1日：羽後平沢駅が仁賀保駅に改称。
  - 8月30日：越後早川駅 - 桑川駅間が複線化[15][16]。
  - 9月5日 羽後本荘駅 - 羽後岩谷駅間が複線化[17]。
  - 9月13日：酒田駅 - 本楯駅間が複線化[18]。
  - 9月17日：新発田駅 - 加治駅間が複線化[19]。
  - 9月20日：越後寒川駅 - 勝木駅間が複線化[19]。
  - 10月1日：大阪駅 - 青森駅間（北陸本線・信越本線・羽越本線・奥羽本線経由）で寝台特急「日本海」が運転開始。羽越線を通る初めてのブルートレイン。
- 1969年（昭和44年）
  - 7月21日：国鉄理事会にて新津駅 - 秋田駅間の電化が決定。
  - 9月17日：遊佐駅 - 吹浦駅間が複線化[20]。
  - 9月19日：鼠ケ関駅 - 小岩川駅間が複線化[21]。
  - 10月1日：上野駅 - 秋田駅間（上越線・羽越本線経由）で特急「いなほ」が運転開始。東京とを結ぶ初めての特急列車。
- 1970年（昭和45年）
  - 3月20日：村上にて新津駅 - 秋田駅間および白新線新発田駅 - 新潟駅間の電化工事が起工。
  - 9月29日：温海駅 - 五十川駅間が複線化[22]。
- 1971年（昭和46年）
  - 7月2日：吹浦駅 - 女鹿信号所間で貨物列車が1000分の10勾配を登り切れず立往生。
  - 7月8日：羽後岩谷駅 - 折渡信号所間のトンネル内で貨物列車（D51牽引）が1000分の10勾配を登り切れず、羽後岩谷駅方向へ1.8km逆走[23]。
- 1972年（昭和47年）
  - 6月22日：西目駅 - 羽後本荘駅間が複線化[24]。
  - 7月11日：西袋駅 - 余目駅間が複線化[25]。
  - 7月20日：平木田駅 - 坂町駅間が複線化[26]。
  - 8月5日：新津駅 - 村上駅間が直流1500Vで、村上駅 - 秋田駅間が交流50Hz・20kVで電化[27]。
  - 9月1日：新津駅 - 酒田駅間（旧新潟鉄道管理局内）の営業近代化が実施（主要駅以外での貨物駅・荷物取扱廃止や駅員無配置化など）。列車集中制御装置 (CTC) の試使用開始。
  - 9月11日：酒田駅 - 秋田駅間の CTC の試使用開始。
  - 9月19日：羽後岩谷駅 - 折渡駅間が複線化[28]。
  - 9月22日：金浦駅 - 仁賀保駅間が複線化[29]。
  - 10月2日：電化完了に伴い気動車で運転していた特急「白鳥」「いなほ」が電車化。同時に蒸気機関車での定期運用が終了、羽越線が無煙化。CTC の本使用開始。
- 1974年（昭和49年）
  - 6月7日：酒田駅 - 本楯駅間で青森発富山操車場行き貨物列車（34両編成）の4両目から24両目までの21両が脱線し16両が転覆。現場に操重車を2台持ち出して復旧が行われ、同年6月9日午後まで不通となった[30]。
  - 7月10日：西目駅 - 羽後本荘駅間の船岡トンネル入口で八戸貨物発百済行きの上り貨物列車（ED75形電気機関車牽引）が崩れた土砂に乗り上げ機関車2両、貨車4両が脱線。機関士が機関車とトンネルに挟まれ殉職。ED75 736は廃車。（詳細は「羽越本線脱線事故」を参照）
  - 9月3日：藤島駅 - 西袋駅間が複線化[31]。
  - 9月25日：羽前水沢駅 - 羽前大山駅間が複線化[32]。
- 1976年（昭和51年）
  - 7月16日：坂町駅 - 平林駅間が複線化[33]。
  - 9月8日：府屋駅 - 鼠ケ関駅間が複線化。[34]
- 1977年（昭和52年）
  - 10月1日：温海駅があつみ温泉駅に改称。
  - 10月18日：五十川駅 - 小波渡駅間が複線化[35]。
- 1978年（昭和53年）9月26日：小波渡駅 - 三瀬駅間が複線化[36]。
- 1980年（昭和55年）
  - 5月8日：三瀬駅 - 小波渡駅間の八ツ森トンネルを走行中の貨物列車の8・9両目間の連結器ピンが脱落して連結器が外れ、後部30両が置き去りになる。
  - 7月24日：西目駅を通過中の特急「いなほ」2号が安全側線に突っ込み3両が脱線。夕方には復旧。
  - 11月11日：金浦駅を発車した貨物列車が酔っ払いのイタズラで後部8両が置き去りになる。
- 1982年（昭和57年）
  - 9月23日：複線化のために新たに建設されたトンネルを使用して勝木駅 - 府屋駅間が新線に切り替え（複線化はのちに凍結）。
  - 11月15日：上越新幹線大宮駅 - 新潟駅間が開業し、羽越線内の輸送形態も大きく変更される。
- 1983年（昭和58年）8月：国鉄の財務状況悪化のため、複線化が凍結。小岩川駅 - あつみ温泉駅間のトンネルなどが未使用のまま放置されることになる。
- 1985年（昭和60年）3月14日：上越新幹線が上野駅まで延伸開業し、羽越線内から上野駅まで直通する昼行優等列車が消滅。

#### 国鉄分割民営化以降
- 1987年（昭和62年）4月1日：国鉄分割民営化にともない東日本旅客鉄道が新津駅 - 秋田間を、日本貨物鉄道が酒田駅 - 酒田港駅間を第1種鉄道事業者として継承、日本貨物鉄道が新津駅 - 秋田駅間の第2種鉄道事業者となる。今川駅が臨時駅から常設駅に変更。女鹿信号場・折渡信号場・桂根信号場が駅に変更され女鹿駅・折渡駅・桂根駅が開業。
- 1991年（平成3年）11月1日：新津駅 - 新発田駅間の気動車列車でワンマン運転開始[37][38]。
- 1993年（平成5年）
  - 3月1日：本楯駅 - 秋田駅間に自動進路制御装置 (PRC) が導入[39]。
  - 3月18日：新津駅 - 酒田駅間の50系客車が全列車気動車化され、同時に110系200番台気動車の運用開始、50系の運用は酒田駅 - 秋田駅間のみとなる。併せて鶴岡 - 酒田駅間の一部列車でワンマン運転開始[40]。
  - 6月21日：701系電車が酒田駅 - 秋田駅間で運用開始され[41]、1往復を除き50系客車を置き換える。この時の1往復はED75形電気機関車と南秋田運転所の50系で運転。この時はスピードアップは行われなかった。
  - 7月20日：1往復残っていた50系客車の列車も701系に置き換えられ50系客車が消滅。酒田運輸区の50系客車はのちに上沼垂運転所（現・新潟車両センター）に一部転出する。
  - 8月23日：羽後本荘駅 - 秋田駅間の一部の普通列車でワンマン運転開始[42]。
  - 12月1日：酒田駅 - 羽後本荘駅間の一部の普通列車でワンマン運転開始[42]。
- 1995年（平成7年）
  - 5月8日：新発田駅 - 村上駅間でE127系が運用開始。
  - 12月1日：新発田駅 - 村上駅間の一部の普通列車でワンマン運転開始[43]。
- 1996年（平成8年）12月5日：新津駅 - 本楯駅間に PRC が導入。
- 2000年（平成12年）12月19日：村上駅 - 間島駅間で海沿いを通る下り線が高波の影響を受け路盤消失、この区間で2001年（平成13年）2月5日の復旧まで上り線を用いて単線運転を行う[44]。
- 2001年（平成13年）
  - 3月3日：大阪駅 - 青森駅間の特急「白鳥」が廃止。系統分割により羽越本線内は新潟駅 - 青森駅間の「いなほ」になる。
  - 11月23日：快速「きらきらうえつ」が運行開始[45][46]。
  - 12月1日：岩城みなと駅が開業[46]。
- 2002年（平成14年）6月3日：天皇・皇后の山形訪問（植樹祭臨席など）に伴い、1号御料車編成によるお召し列車が新庄駅→酒田駅間（陸羽西線経由）で運転。DD51 842牽引[47]（予備機はDD51 895）[注釈 3]。
- 2004年（平成16年）11月27日：新潟近郊区間が新設され、新津駅 - 新発田駅間が同区間に含まれる[48]。
- 2005年（平成17年）12月25日：砂越駅 - 北余目駅間で特急「いなほ」14号が脱線する事故（JR羽越本線脱線事故）が発生。死者5人、負傷者33人。この事故により酒田駅 - 鶴岡駅間が不通になる。
- 2006年（平成18年）
  - 1月19日：酒田駅 - 鶴岡駅間の運転再開（当分の間事故現場付近は45km/hの徐行運転）[49]。
  - 7月13日：大雨の影響で小岩川駅 - あつみ温泉駅間で土砂崩れが発生し、鼠ケ関駅 - あつみ温泉駅間が不通になる。これにより、村上駅 - 酒田駅間と鼠ケ関駅 - あつみ温泉駅間でバス代行輸送が行われ、「あけぼの」については、13 - 15日のみ奥羽本線・北上線・東北本線経由で迂回運転。
  - 8月9日：応急復旧工事により同区間の運転再開、現場付近は完全復旧まで45km/hで徐行運転。
  - 12月1日：脱線事故の現場付近で行っていた速度規制 (45km/h) が、防風柵設置に伴い解除[50]。
  - 12月5日：あつみ温泉駅 - 小波渡駅間に「強風警報システム」が導入[51]。
  - 12月27日：砂越駅 - 北余目駅間に「強風警報システム」導入[51]。
- 2007年（平成19年）
  - 1月29日：余目駅構内にドップラー・レーダー設置[52]。
  - 12月17日：藤島駅 - 西袋駅間に「強風警報システム」導入[51]。
- 2008年（平成20年）
  - 1月：新津駅 - 酒田駅間および白新線新潟駅 - 新発田駅間で、気象情報を活用した新運転規制が試行される[51]。これは気象情報から突風が発生する恐れがあると予測された際、事前に列車の運転を中止するというもの。
  - 3月15日：京ケ瀬駅 - 中浦駅間が「Suica」の利用エリアになる（新津駅・新発田の両駅では2006年1月21日から利用可能）[53]。
- 2012年（平成24年）
  - 3月17日：寝台特急「日本海」が臨時列車化[54]。
- 2013年（平成25年）9月28日：特急「いなほ」にE653系1000番台が投入され、新潟駅 - 秋田駅間の1往復で営業運転開始。
- 2014年（平成26年）
  - 3月15日：寝台特急「あけぼの」が臨時列車化、羽越線を走る定期の寝台特急が消滅[55]。また秋田駅始発・終着の定期「いなほ」は3往復すべてがE653系1000番台での運転となり、酒田駅 - 秋田駅間ではいわゆる「国鉄型車両」による定期旅客列車が消滅した。
  - 4月1日：新発田駅 - 村上駅間を新潟近郊区間に追加。中条駅、坂町駅、村上駅が「Suica」の利用エリアになる[56]。
- 2016年（平成28年）
  - 3月26日：23時台に秋田発新屋行きの上り最終列車を設定。
  - 9月11日：天皇・皇后の山形県訪問（全国豊かな海づくり大会出席など）に伴い、E655系（特別車両 E655-1 を含む6両編成）使用のお召し列車が、酒田駅から鼠ケ関駅間、および鼠ケ関駅から鶴岡駅間にそれぞれ運転される[57]。
- 2017年（平成29年）12月19日：山形県酒田市内に設置され3月27日から観測を開始していたドップラー・レーダー[58][59]を用いた「突風に対する列車運転規制」を五十川駅 - 女鹿駅間で開始[60][61]。
- 2019年（令和元年）
  - 6月18日：山形県沖でマグニチュード6.7の地震（山形県沖地震）が発生、震源地に近い場所を走行中の新潟発酒田行き特急「いなほ」13号が今川駅 - 越後寒川駅間で、後続の新津発鼠ケ関行き普通列車が桑川駅 - 今川駅間で緊急停止。津波注意報が発表されたため、いずれの車両の乗員乗客とも付近の高台に避難した[62]。人的被害はなかったものの、三瀬駅でホームの一部が崩落して線路側に傾き列車と接触する危険性と、架線にもずれが見られたことも重なり、村上駅 - 酒田駅間で運転見合わせとなった[63][64]。20日の始発から運転を再開した。
  - 9月29日：快速「きらきらうえつ」が定期運行を終了[45]。
  - 10月5日：HB-E300系による観光列車「海里」運行開始[65][66]。
  - 11月1日：ドップラー・レーダーを用いた突風に対する列車運転規制区間が今川駅 - 西目駅間に拡大[67]。
- 2020年（令和2年）11月1日：突風に対する列車運転規制がドップラー・レーダーに加え人工知能を用いた突風探知手法による規制となり、区間が今川駅 - 羽後本荘駅間に拡大[68][69]。
- 2022年（令和4年）
  - 3月12日：ダイヤ改正で普通列車のワンマン運転区間が村上駅 - 鶴岡駅間に拡大され、ほとんどの列車がワンマン運転になり、車両がGV-E400系に統一された。
  - 5月14日：地域高規格道路「新庄酒田道路」を構成する「高屋道路」の工事のため余目駅 - 酒田駅間の陸羽西線直通列車が運休となり余目駅 - 酒田駅間で陸羽西線直通列車分のバス代行輸送を開始。
- 2023年（令和5年）5月27日：新屋駅 - 秋田駅間が「Suica」の利用エリアになる[70]。
- 2024年（令和6年）7月27日・28日：31日に迎える羽越本線全線開通100周年を記念して、新津駅 - 秋田駅間に臨時快速「羽越線100周年記念号」をHB-E300系「海里」で運転。往路秋田行きはこの日、復路新津行きは28日に運転[71][72]。
- 2025年（令和7年）3月15日：新津駅 - 新発田駅間のワンマン列車において無人駅を含む各駅で全てのドアから乗降可能となる[73]。
- 2026年（令和8年）7月1日（予定） - 支社制から事業本部制への再編に伴い、新潟支社管轄区間のうち新津駅 - 府屋駅間を新潟事業本部、鼠ヶ関駅 - 酒田駅間を庄内事業本部の管轄とし、秋田支社管内の本楯駅 - 秋田駅間を秋田事業本部の管轄とする[74]。

## 高速化の検討

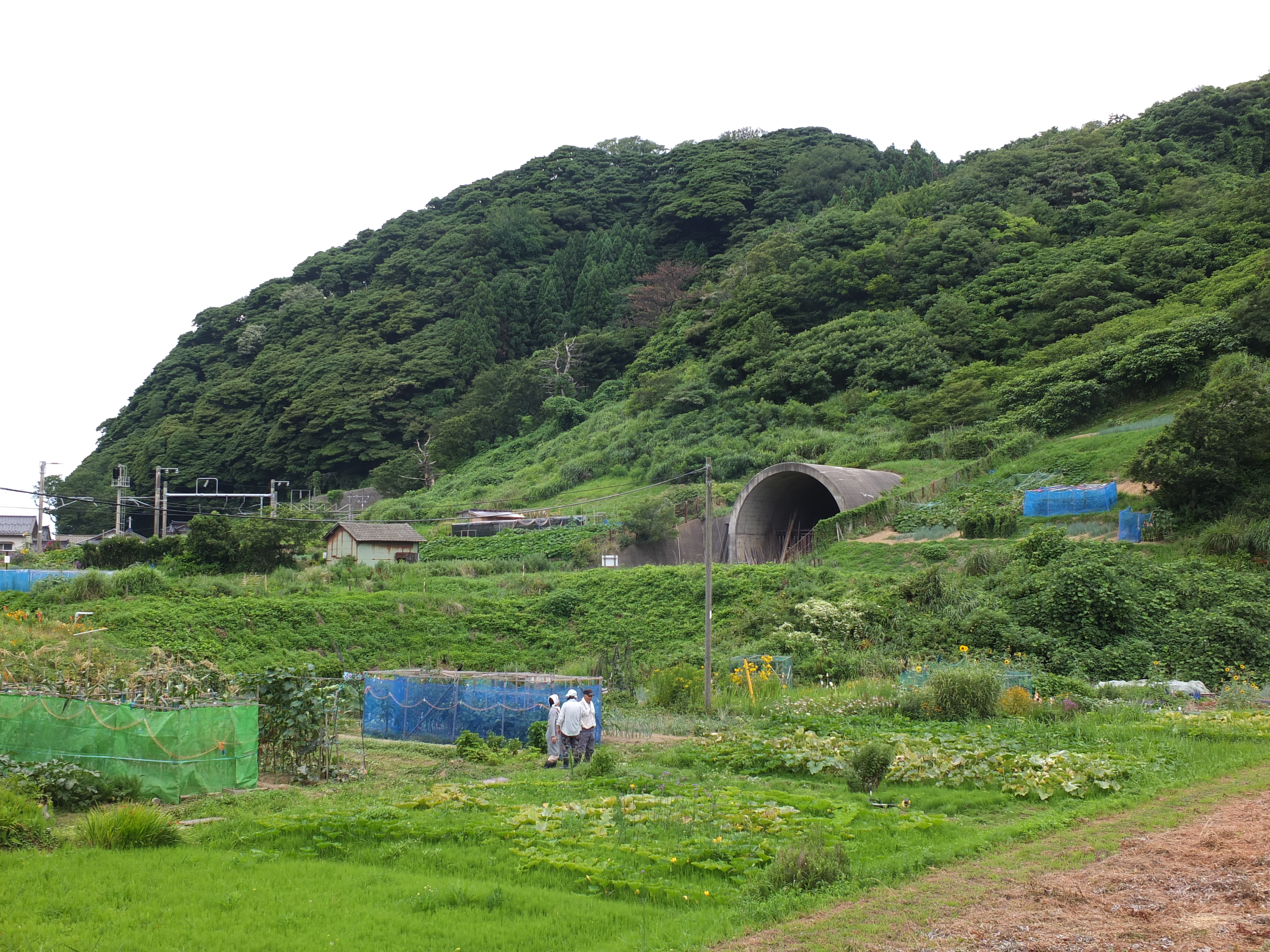
30年以上放置されている住吉山トンネル（山形県鶴岡市）

新潟県・山形県によって羽越本線の高速化が検討され、2007年に報告書が出された。その中で有効とされた、特急「いなほ」への転用車両投入（485系のE653系1000番台への置き換え）が2013年から2014年にかけて行われ、新潟駅での上越新幹線と特急「いなほ」の同一ホーム対面乗り換えが2018年の新潟駅高架化の際に実現している。
また、報告書では、複線化用に掘られた小岩川駅 - あつみ温泉駅間の未使用トンネル（住吉山トンネル・宮名トンネル）の活用検討が中期的課題に挙げられている。

## 運行形態

### 広域輸送
上越新幹線に接続する特急「いなほ」が新潟駅 - 酒田駅・秋田駅間で運転されている。夜行列車は運転を終了している。
2001年3月2日までは大阪駅と青森駅を直通で結ぶ特急「白鳥」も運転されており、当該列車の廃止以降は特急「いなほ」の一部が新潟駅 - 青森駅間で運転されていた。しかし、短・中距離利用者が主体となり長距離を乗り通す利用者が激減したこともあり、2010年12月4日に東北新幹線が新青森駅まで延長された際、「いなほ」と「つがる」に系統が分けられた。
また夜行列車については、2012年3月17日のダイヤ改正で大阪駅 - 青森駅間で毎日運転されていた寝台特急「日本海」が、2014年3月15日のダイヤ改正で上野駅 - 青森駅間で毎日運転されていた寝台特急「あけぼの」が、それぞれ多客期のみに運転される臨時列車に変更された。関西と東北の日本海側を結んでいた「日本海」については2013年1月に、さらに北海道とを結んでいた大阪駅 - 札幌駅間の臨時寝台特急「トワイライトエクスプレス」（ただし羽越線内の停車駅は新津駅のみ）は2015年3月を最後に運転を終了している。
- 特急「いなほ」：新潟駅 - 酒田駅・秋田駅間

#### 過去の優等列車
- 特急「白鳥」：大阪駅 - 青森駅間（1965年から新潟駅経由）
- 特急「鳥海」：上野駅 - 青森駅間（1982年-1985年は昼行、1990年-1997年は夜行）
- 寝台特急「日本海」：大阪駅 - 青森駅間（2012年に定期運転を終了し臨時列車化、その後2013年1月で運転を終了）
- 寝台特急「あけぼの」：上野駅 - 青森駅間（2014年に定期運転を終了し臨時列車化、その後2015年1月で運転を終了）
- 寝台特急「トワイライトエクスプレス」：大阪駅 - 札幌駅間
- 特急「出羽」：上野駅 - 秋田駅間

- 急行「天の川」：上野駅 - 秋田駅間（新潟駅経由）
- 急行「鳥海」：上野駅 - 秋田駅間
- 急行「羽越」：新潟駅 - 秋田駅間
- 急行「きたぐに」：大阪駅 - 青森駅間（1982年から大阪駅 - 新潟駅間に短縮）
- 急行「しらゆき」：金沢駅 - 青森駅間（新潟駅経由）
- 急行「出羽」：上野駅 - 酒田駅間（東北・奥羽・陸羽西線経由）
- 急行「月山」：鼠ケ関駅・吹浦駅・酒田駅 - 山形駅・仙台駅間

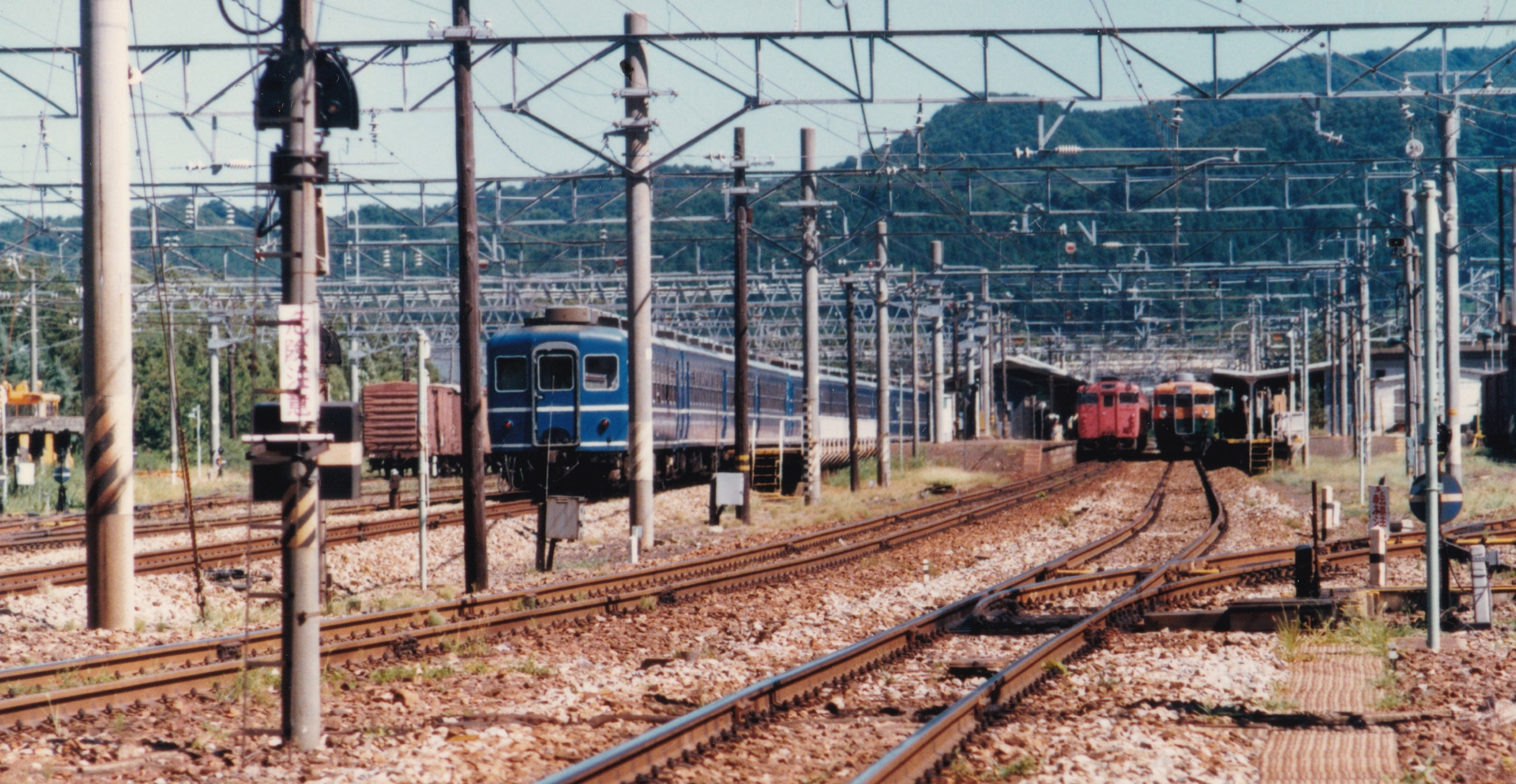
村上駅に停車中の急行「きたぐに」、キハ40系終着列車、165系臨時急行「佐渡」（1985年8月）
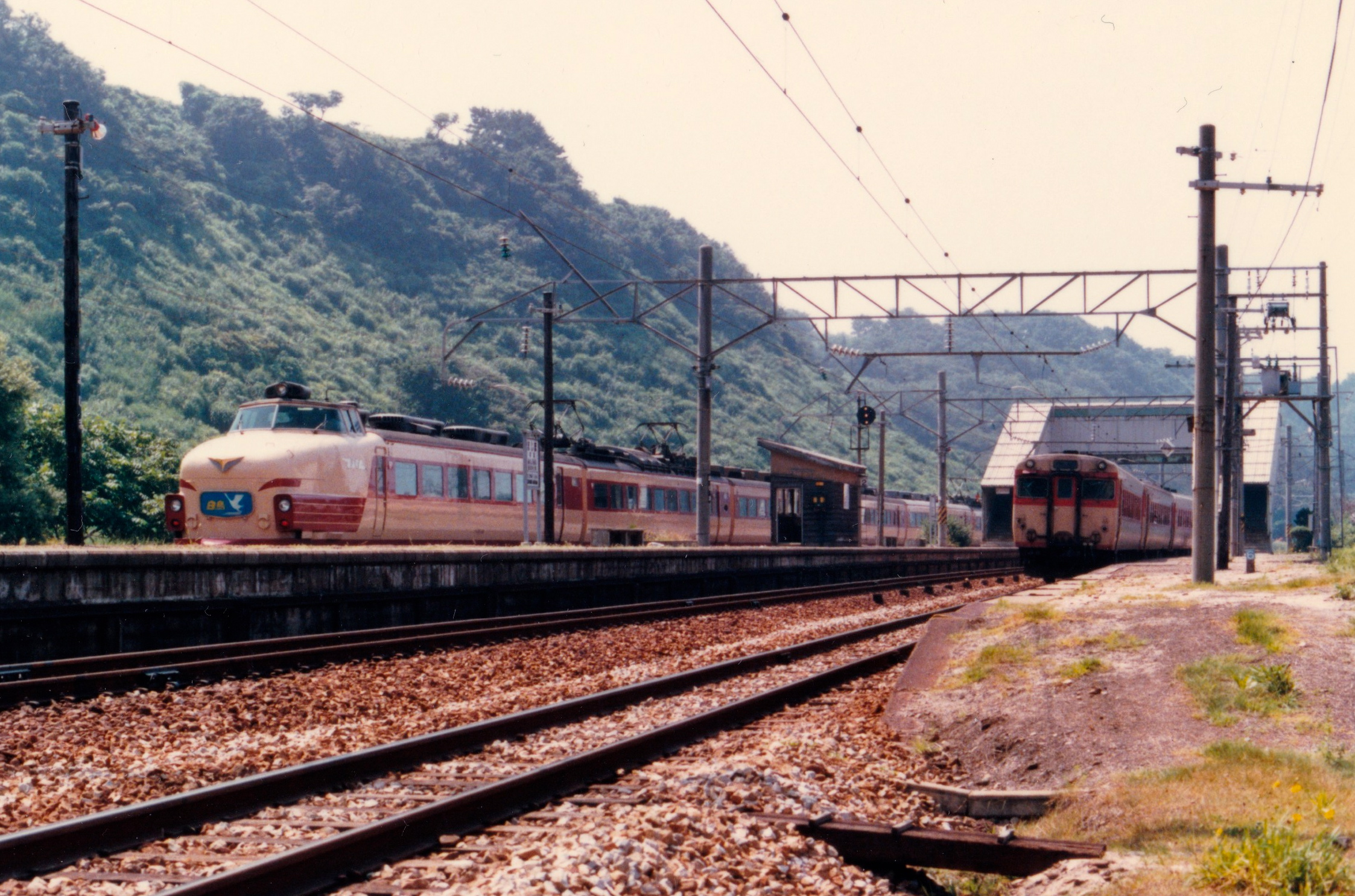
間島駅で行き違う485系特急「白鳥」2号とキハ58系鼠ケ関行「かっぱ号」（1985年8月）

### 地域輸送
全線を通し運転される列車はなく、新潟支社・秋田支社の車両運用上の境界である酒田駅で全列車が系統が分かれている。さらに新潟・山形、山形・秋田の両県境区間の輸送量の段差や、他線区との直通運転の関係でさらに運転区間は細分化されている。

#### 新津駅 - 新発田駅間

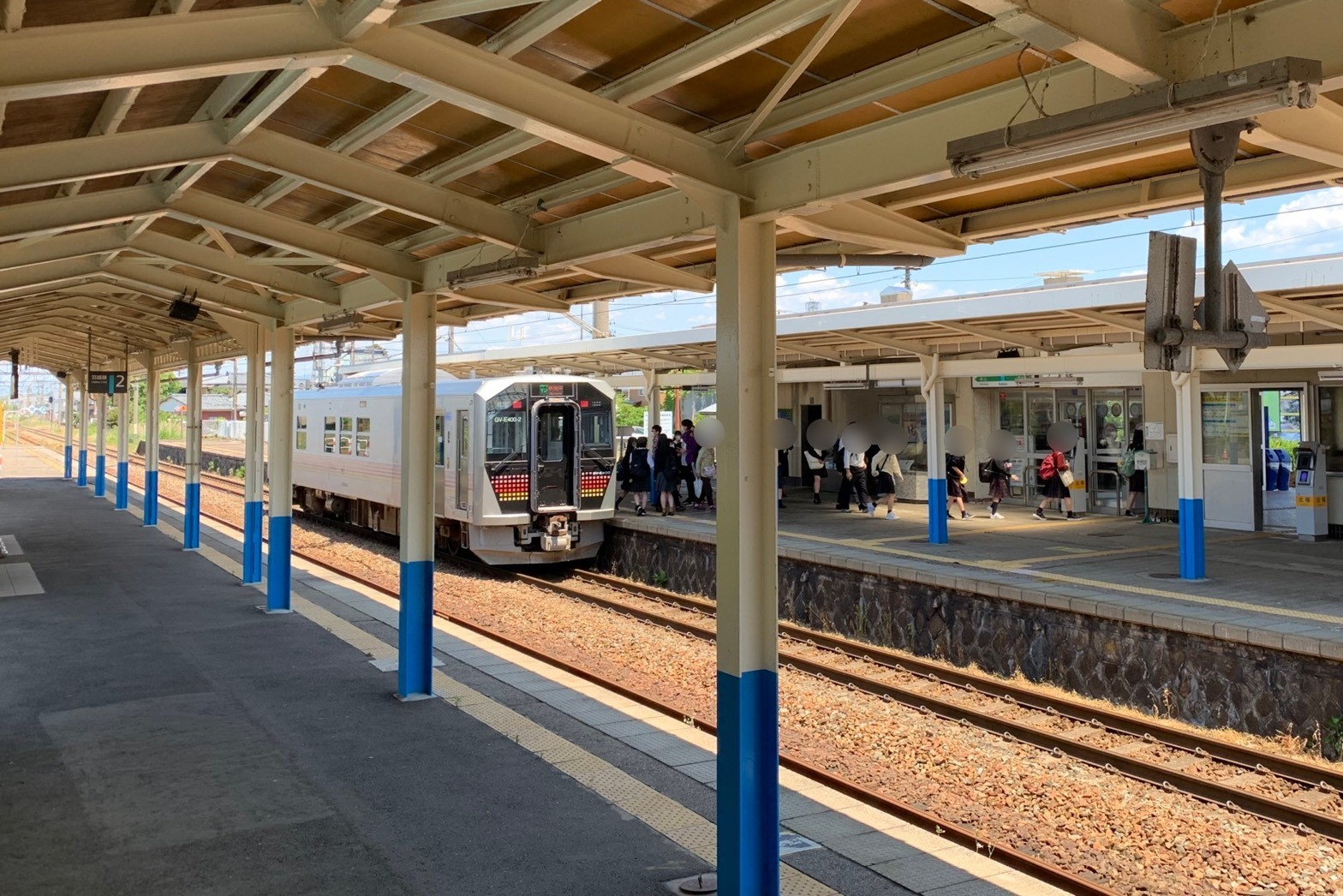
主に気動車で運用される新津駅 - 新発田駅間の列車（2020年5月、水原駅、12時頃）

新津駅 - 新発田駅間は、朝・夕にE129系電車が1往復ずつ使用される以外はすべて気動車での運行となっている（1987年4月1日時点では、電車運行の比率が高かった。）。1 - 3時間に1本程度の運行である。ワンマン運転が行われているが、車内で運賃の収受を行わない「都市型ワンマン」のため、全てのドアから乗降できる。この区間内完結の列車のほか、村上駅以北や米坂線で使用する新津運輸区の気動車の出入庫を兼ねた列車があり、2025年3月改正時点では、新津駅 - 酒田駅間で1日2往復、新津駅 - 鼠ケ関駅間で1日1往復と、夕方の新津発坂町行き1本が設定されている。2004年10月16日に大都市近郊区間として新潟近郊区間に設定され、2008年3月15日からはSuicaのサービスも開始されたが、この区間のダイヤは主に沿線在住の高校生の通学需要に特化しているという側面もあって運行本数は少なく、さながらローカル線といった感がある。

#### 新発田駅 - 村上駅 - 酒田駅間

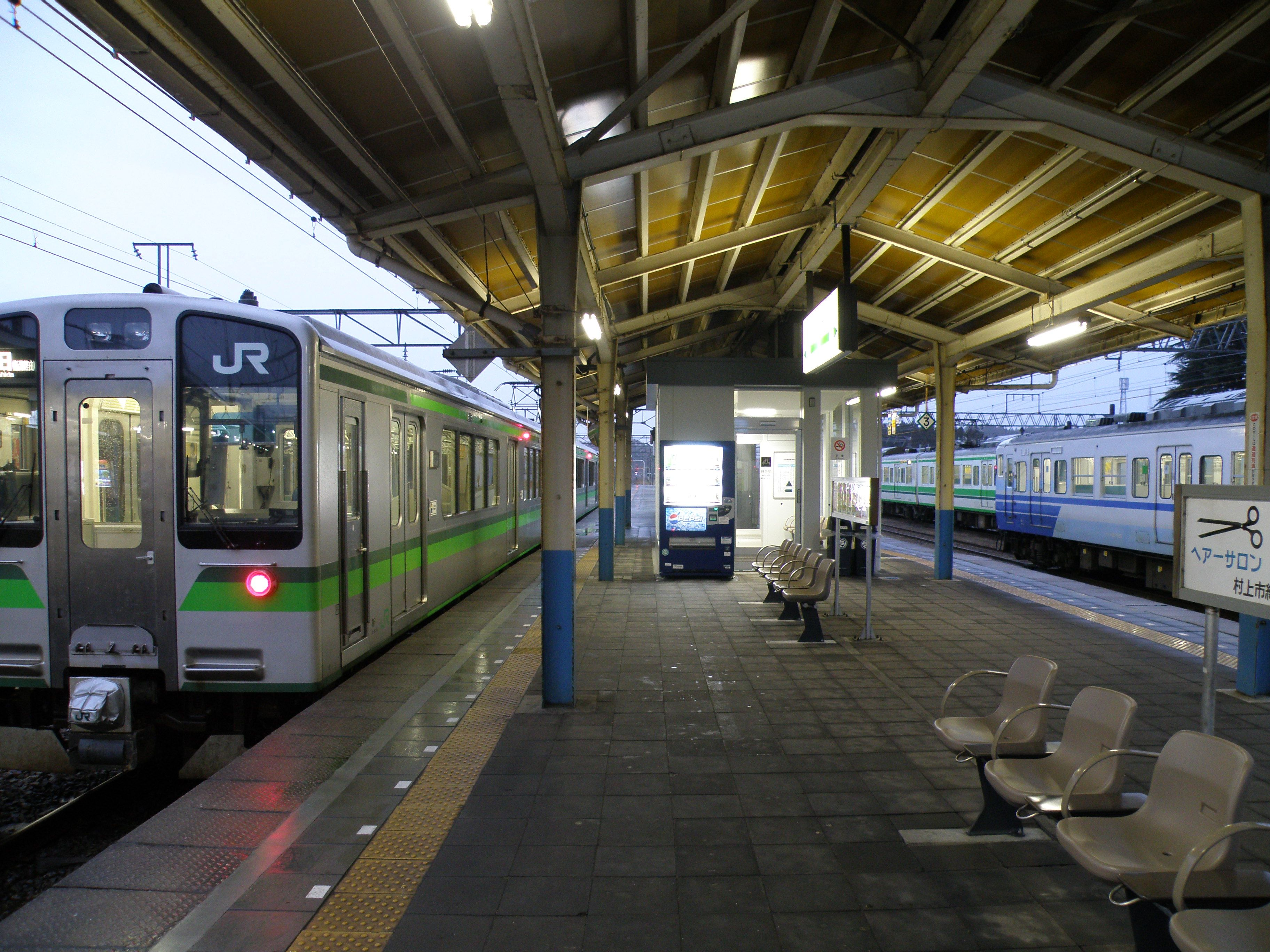
白新線新潟方面へ直通する電車列車（2009年3月、村上駅）

新発田駅 - 村上駅間は、先述の3.5往復の列車が新津駅発着となるのを除けば、新潟駅から白新線と一体の運転系統として運行されている。通勤・通学と都市間輸送以外に上越新幹線との乗継需要も多いことなどから、白新線直通列車は1時間に1本（一部2時間前後開く時間帯あり）程度が運行されている。2025年現在、新潟駅直通列車は全て新潟車両センターのE129系電車が使用される。E129系（2015年3月まではE127系）を使用する新潟駅 - 村上駅間の日中の1往復では1995年12月1日から、米坂線直通の快速「べにばな」では車両がキハE120形やキハ110系気動車に置き換えられた2009年3月14日からそれぞれワンマン運転が行われている。白新線直通列車は朝夕に新潟駅からさらに越後線（最遠で吉田駅発着）・信越本線（最遠で長岡駅発着）に直通する列車も設定されている。新発田駅を跨いで水原駅経由で新津方面と村上方面を直通する電車列車は設定されていない。
村上駅 - 酒田駅間の普通列車は鶴岡駅 - 酒田駅間の日中の1往復が701系電車で運行される以外はすべて気動車によって運行されている。これは村上駅 - 間島駅間に直流と交流のデッドセクションがあることと、新潟支社が通勤・近郊形の交直流電車を保有していないためである。村上駅 - 鶴岡駅間は3時間ほど間隔が開く時間帯がある。
村上駅 - 酒田駅間の上下3本を除く、GV-E400系気動車を使うほとんどの列車でワンマン運転が実施されている。このほか、余目駅 - 酒田駅間に新庄駅発着の陸羽西線直通列車が設定されている（2024年まではトンネル工事のため、全列車がバス代行となっている）。
- 快速「べにばな」：新潟駅 - 米沢駅間（白新線経由・米坂線直通）※運休中
- 快速「海里」：新潟駅 - 酒田駅間（白新線経由、金曜・土曜・休日を中心に運行）
- 快速「最上川」：新庄駅 - 酒田駅間（陸羽西線直通）※運休中

#### 酒田駅 - 秋田駅間

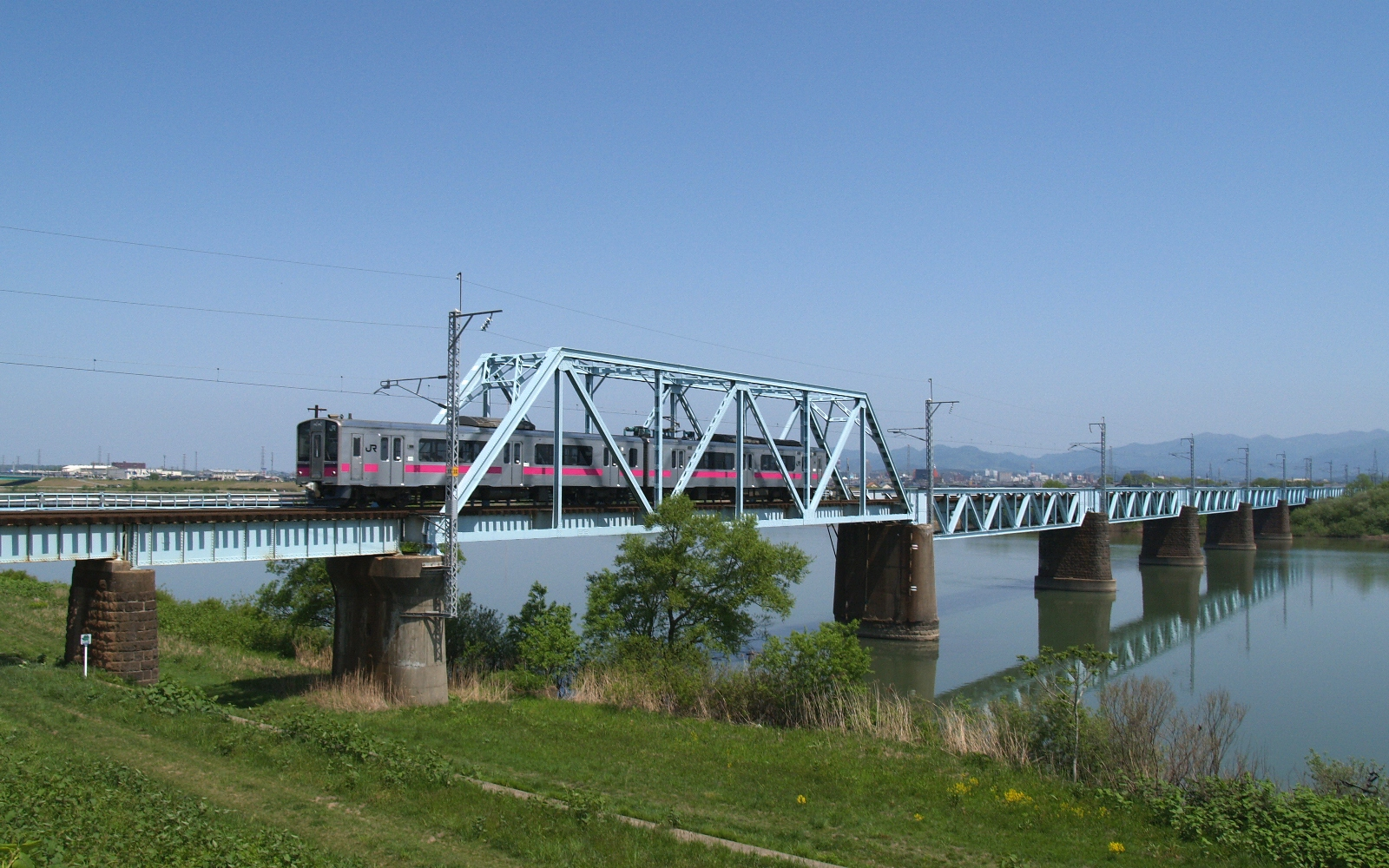
雄物川橋梁を渡る列車（新屋駅 - 羽後牛島駅間）

1993年から秋田車両センター（現・秋田総合車両センター南秋田センター）の701系電車を使用しており、ほとんどの列車でワンマン運転が実施されている。全区間を直通する列車のほか、酒田駅 → 吹浦駅間と羽後本荘駅・新屋駅 - 秋田駅間の区間列車の設定があり、1 - 2時間に1本運行されている。秋田駅を跨いで乗車する学生が多い朝には奥羽本線との直通列車が存在し、新屋発大館行きが1本、東能代発酒田行きが1本、平日のみ八郎潟発新屋行きも1本運行されている。酒田駅を境に管轄支社が変わることもあり、同駅での村上方面と羽後本荘・秋田方面相互の列車接続（「いなほ」との接続を含む）は考慮されていない時間帯がある。また、この区間に存在する女鹿駅、折渡駅、桂根駅については一部の普通列車が通過しており、2025年3月現在、（秋田駅 - 新屋駅間の普通列車を除き）すべての旅客駅に停車する列車の設定が皆無である。
2024年現在、この区間にて定期運行する快速列車の設定はないが、1988年3月13日 - 2002年11月30日まで酒田駅・羽後本荘駅 - 秋田駅間を運行する快速列車に「こよし」の名称が与えられていた。2021年3月12日まで、朝1本のみ設定されていた羽後本荘発秋田行き快速列車は、かつて「こよし1号」として運転されていた列車のダイヤを引き継いだものであった。

### 観光誘致の臨時列車

#### きらきらうえつ

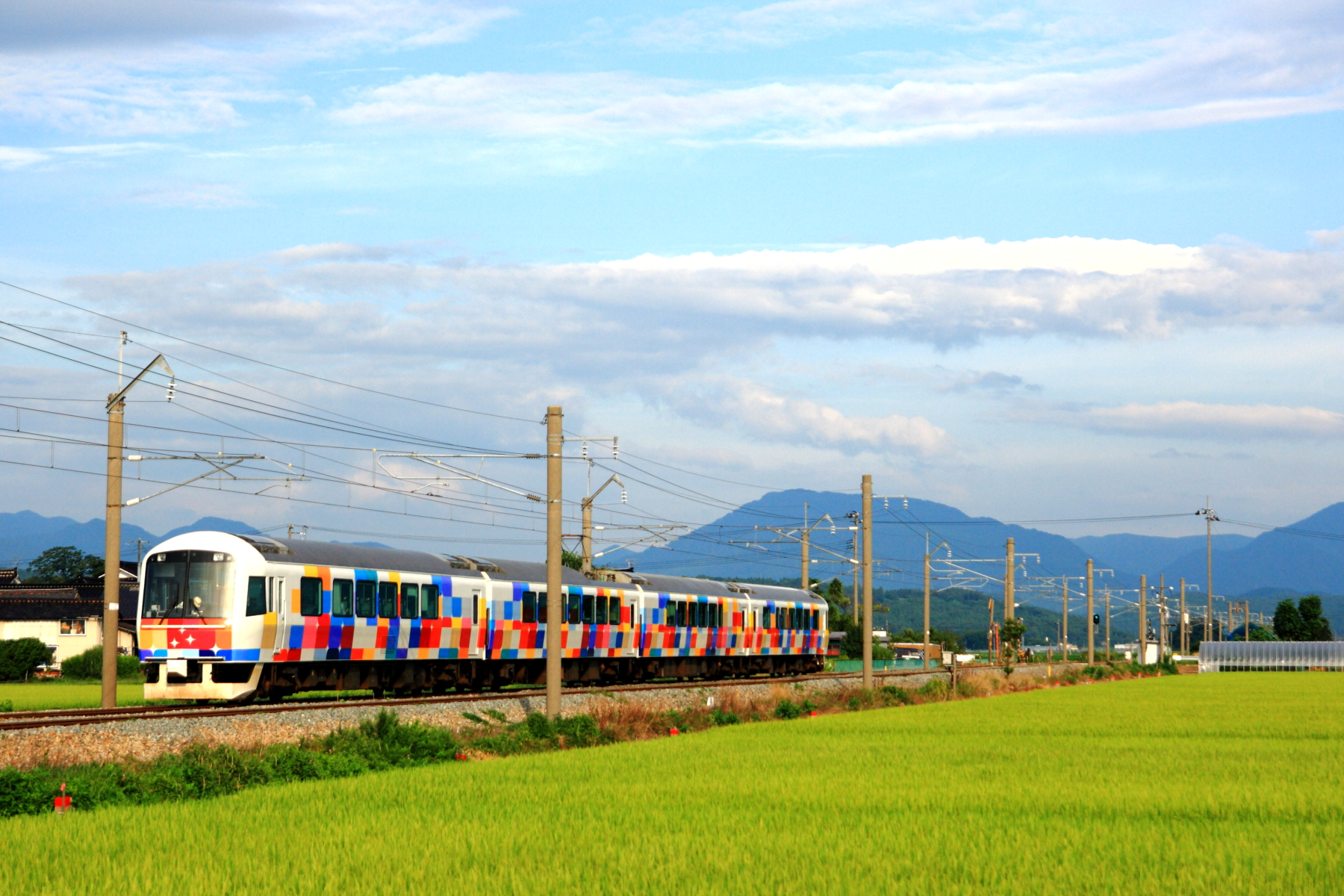
「きらきらうえつ」（2012年8月15日 山形県酒田市/東酒田駅 - 砂越駅間にて）

JR東日本では沿線活性化を図るために、485系を改造した「きらきらうえつ」が2001年11月から白新線新潟駅 - 新発田駅間を経由して、酒田駅まで運転されていた。2003年からは時折、象潟駅や羽後本荘駅、2016年からは秋田駅まで延長運転が行われていた。2019年9月29日で定期運行を終了した。

#### 海里
前節の「きらきらうえつ」の後継として、2019年10月5日からハイブリッド気動車HB-E300系を使用した観光列車「海里」が、新潟駅 - 酒田駅間で金曜・土曜・休日を中心に運転を開始した。

#### 蒸気機関車牽引列車（SL列車）の運行

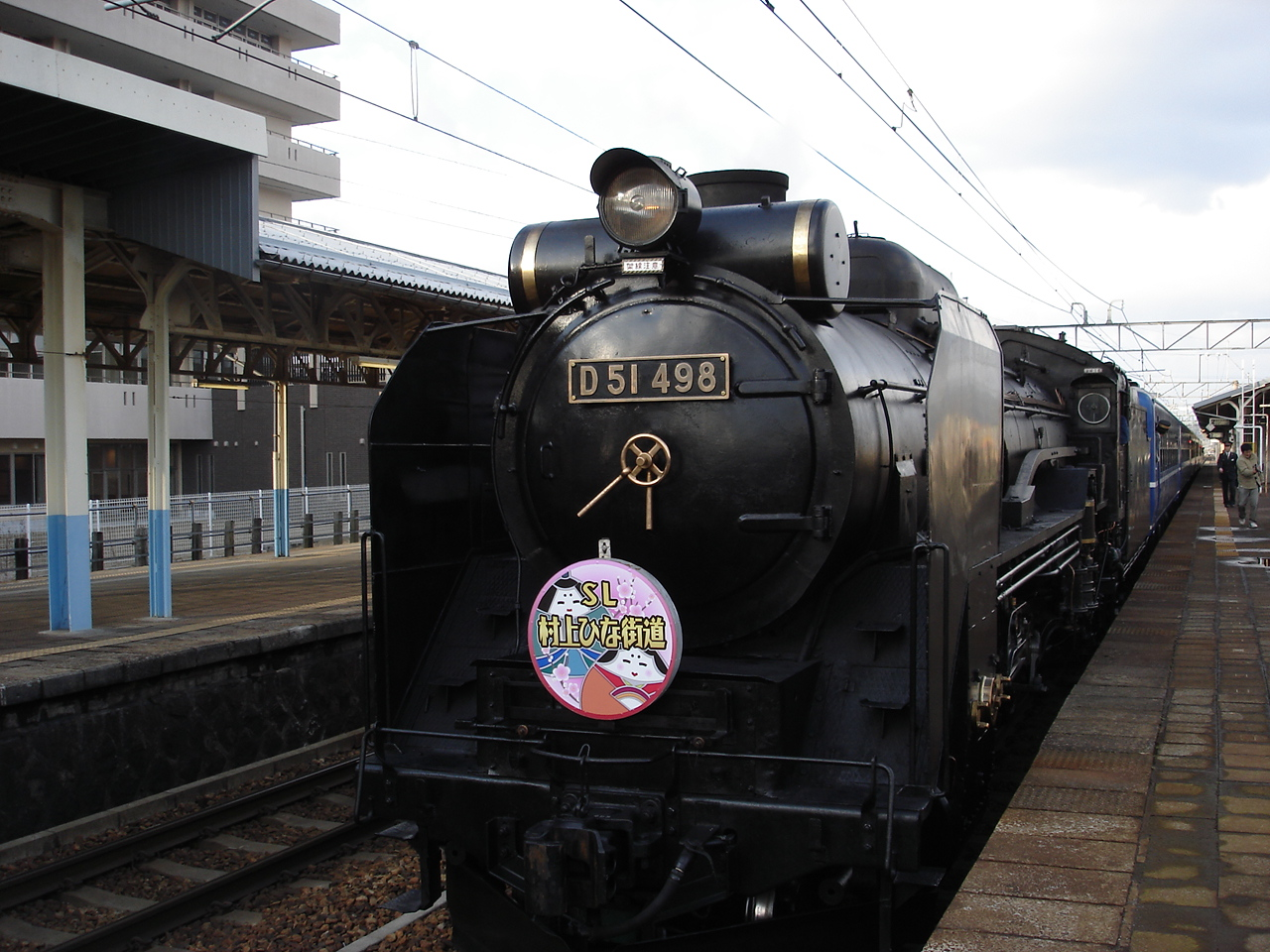
D51 498「SL村上ひな街道号」（2007年3月18日 新発田駅）

2002年3月上旬に、村上市で開催された「村上町屋の人形様巡り」のオープニングイベントとして、高崎車両センターより借り受けた蒸気機関車D51 498および「ばんえつ物語」用の12系客車を使用して、「SL村上ひな街道号」を新潟駅から白新線経由で、村上駅まで運転した。当初、坂町の転車台の整備が整っていなかったことから、下り列車のみの運転であったが、好評のため翌年以降にも運転。以後、ばんえつ物語用12系の本来の牽引機であるC57 180とともに毎年運転されている（ただし、2006年は団体臨時列車として運転、2007年はC57 180が全般検査中かつばんえつ物語用12系もリニューアル工事中だったため、D51 498と12系一般車6両編成で運転された）。また、2003年7月6日も同じく「村上大祭」に合わせて、「SL村上大祭号」をC57 180牽引で運転。2004年も団体臨時列車として運転されたが、これ以降の運転は無かった。2004年9月には、「おいしい山形デスティネーションキャンペーン」の締めを飾るため、村上駅 - 酒田駅間を2日1往復で「SL出羽街道号」を運転。これは同区間で蒸気機関車の運転が終了してから34年ぶりのことになる。

### 貨物輸送

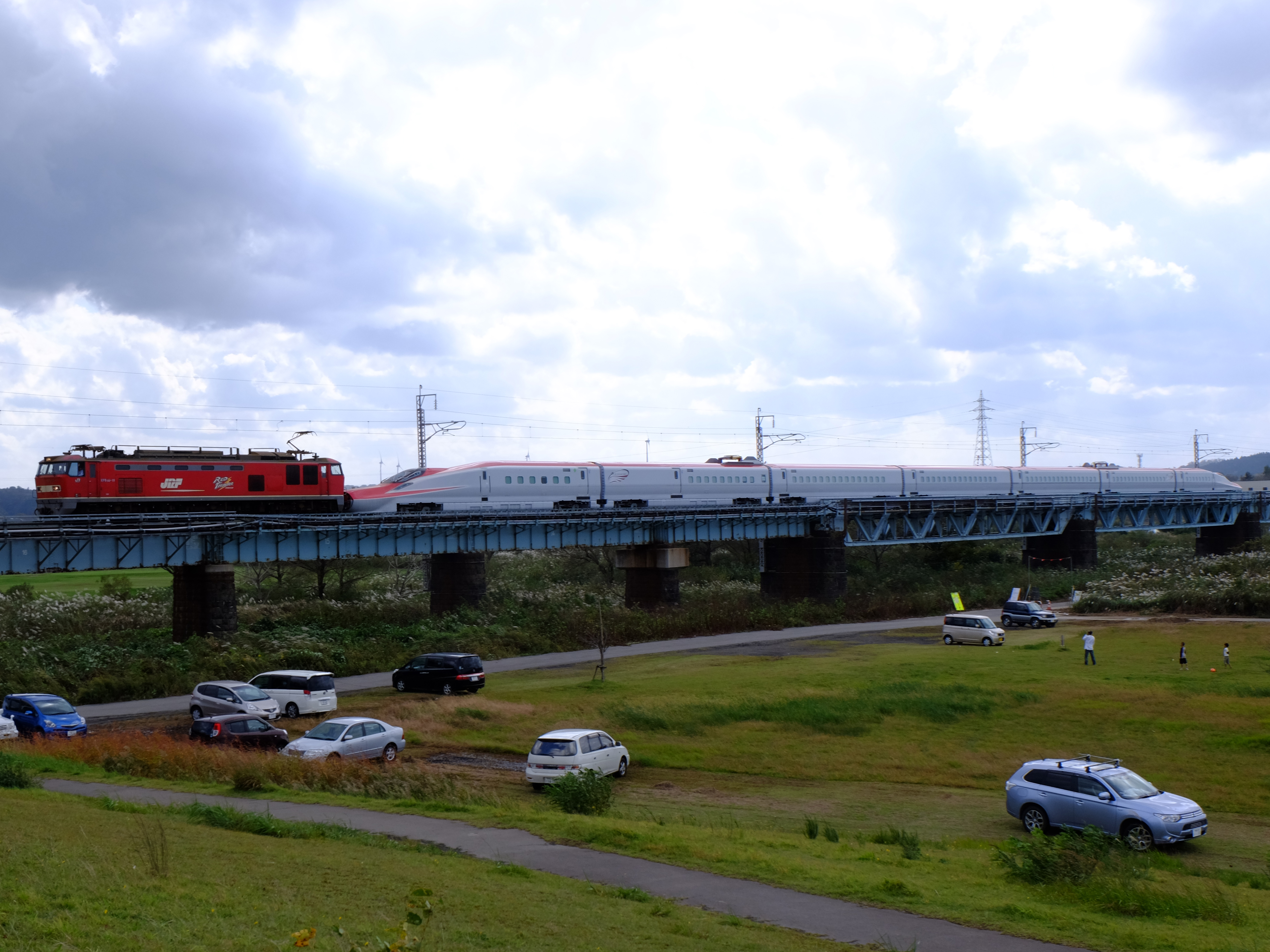
機関車に牽引されて雄物川橋梁を渡るE6系（2013年10月13日）

日本海縦貫線の一部である本路線は、貨物輸送が盛んである。県境区間等では旅客列車の本数の少なさゆえ、貨物列車の本数の多さが目立つ。その全てがEF510形電気機関車牽引のコンテナ列車である。沿線のコンテナ取り扱い駅は新潟貨物ターミナル駅（白新線東新潟駅）、中条オフレールステーション (ORS)、酒田港駅、羽後本荘ORS、秋田貨物駅（奥羽本線）。また臨時車扱貨物の取扱駅として新津駅・新発田駅がある。
また、秋田貨物駅 - 酒田駅間に臨時貨物列車として8880・8881列車の設定があり、ED75形電気機関車が牽引にあたっていた。羽越線内でED75形が運用されるほぼ唯一の列車であったが、2007年3月18日のダイヤ改正で運転を終了した。
秋田新幹線の車両E3系やE6系を秋田車両センターに納入する際に、羽越本線を利用して甲種輸送した編成がある。

## 使用車両

2020年3月改正時点での運行車両（新津駅 - 鼠ケ関駅間のみ）

### 現在の使用車両
電車
- E653系（新潟車両センター所属）：2013年9月28日から特急「いなほ」で運用開始、2014年7月12日に定期列車の置き換えを完了。基本的には1000番台が運用に当てられるが、2022年ダイヤ改正からは一部列車で1100番台の運用が開始された。なお、2014年7月12日から2021年3月12日までの間は、快速「らくらくトレイン村上」とその折り返しの快速列車でも運用されていた。
- E129系（新潟車両センター所属）：2014年12月6日に新発田駅 - 村上駅間で、2016年7月に新津駅 - 新発田駅間で運用開始した。以後順次投入され115系を置き換えた。
- 701系（秋田総合車両センター南秋田センター所属）：鶴岡駅 - 秋田駅間で運用される。

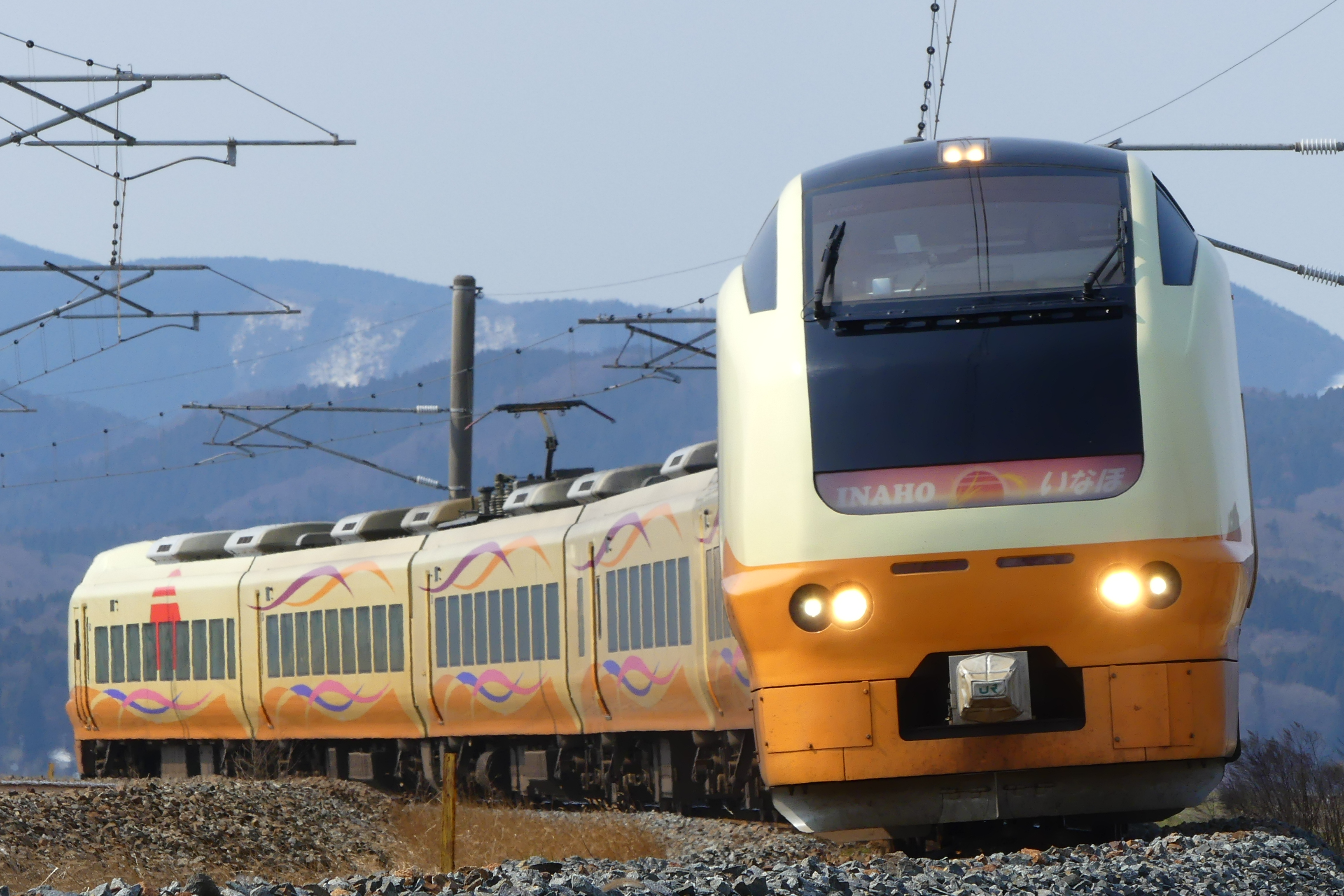
E653系1000番台「いなほ色」
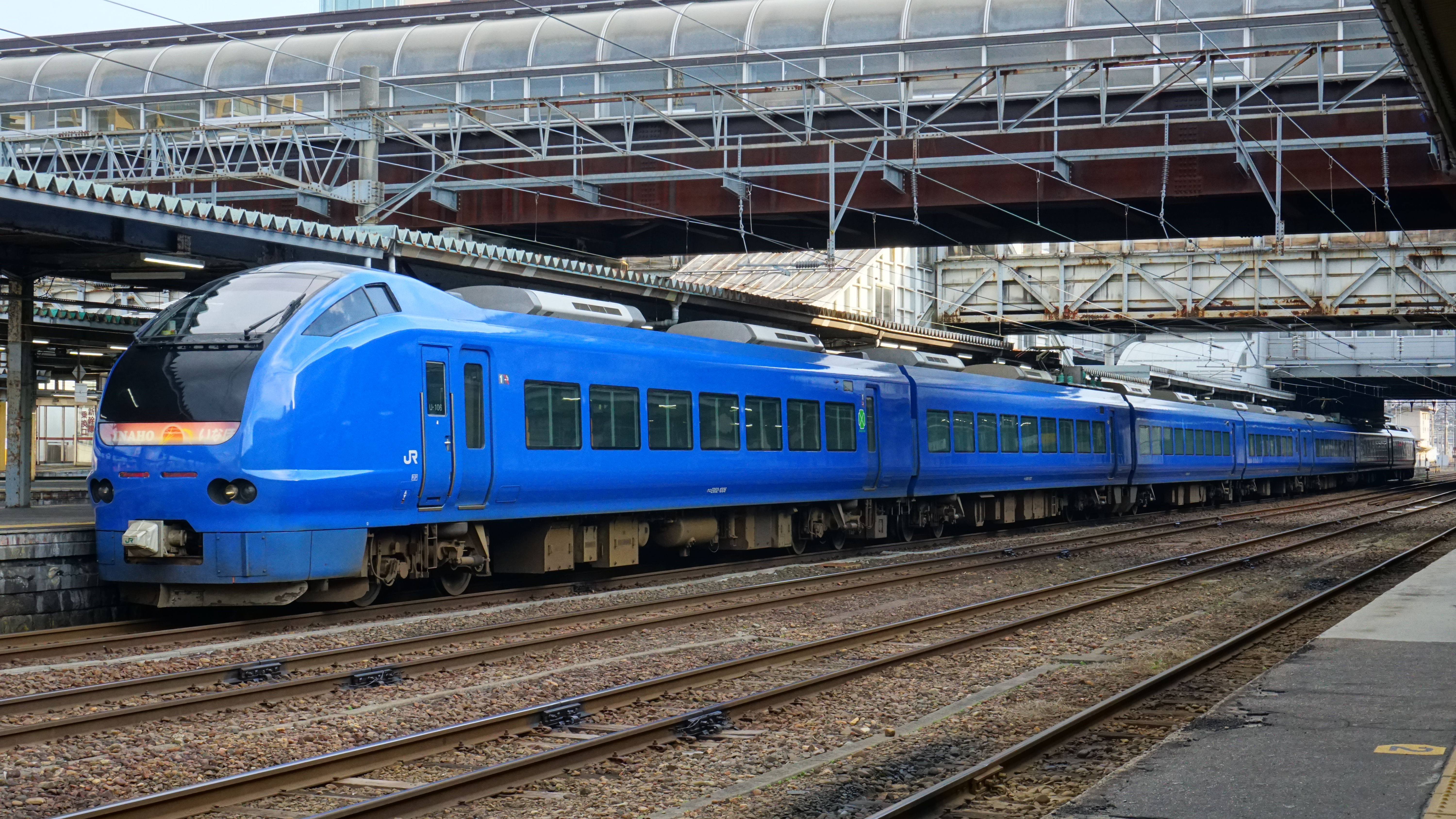
E653系1000番台「瑠璃色」
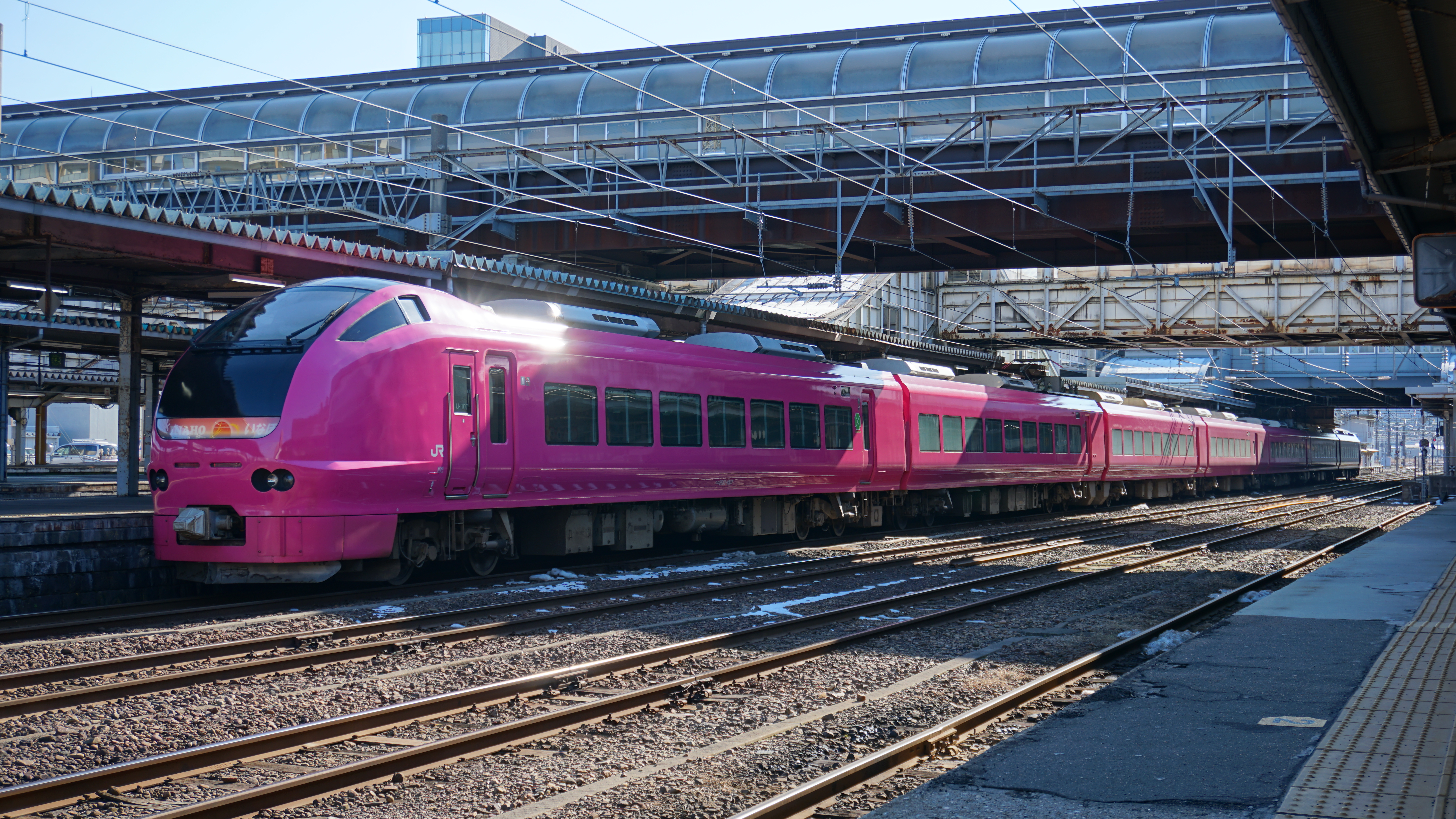
E653系1000番台「ハマナス色」
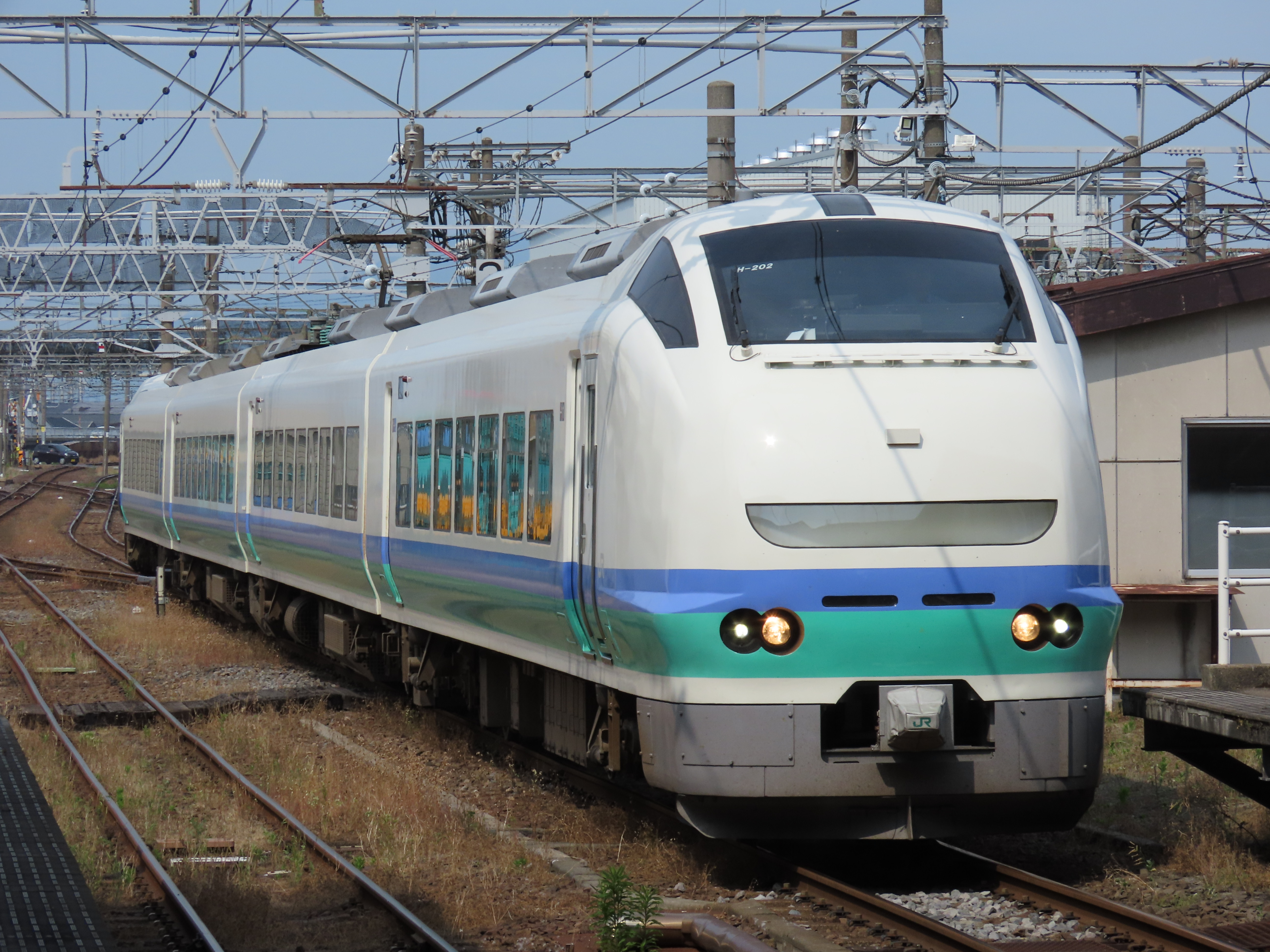
E653系1100番台「上沼垂色」
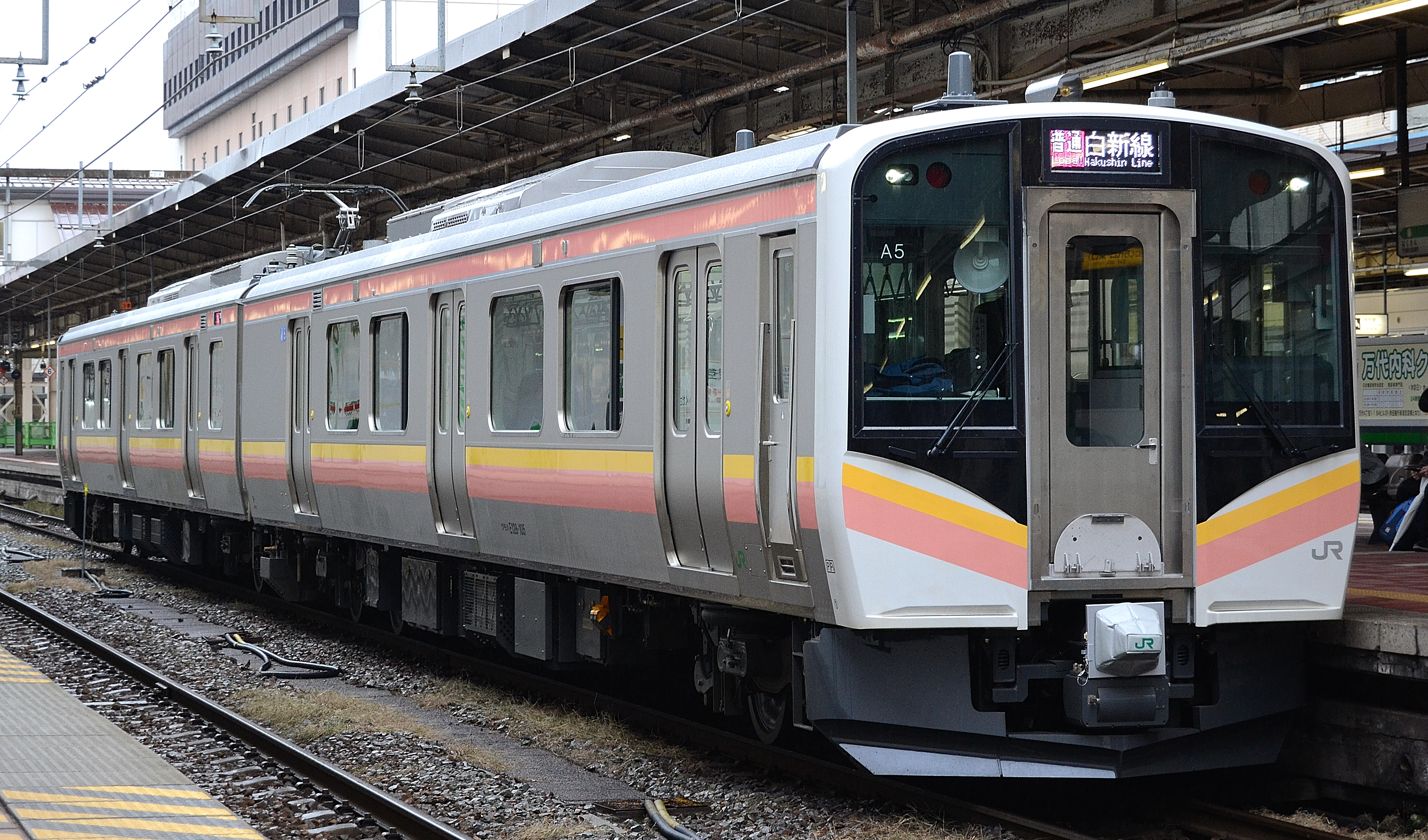
E129系
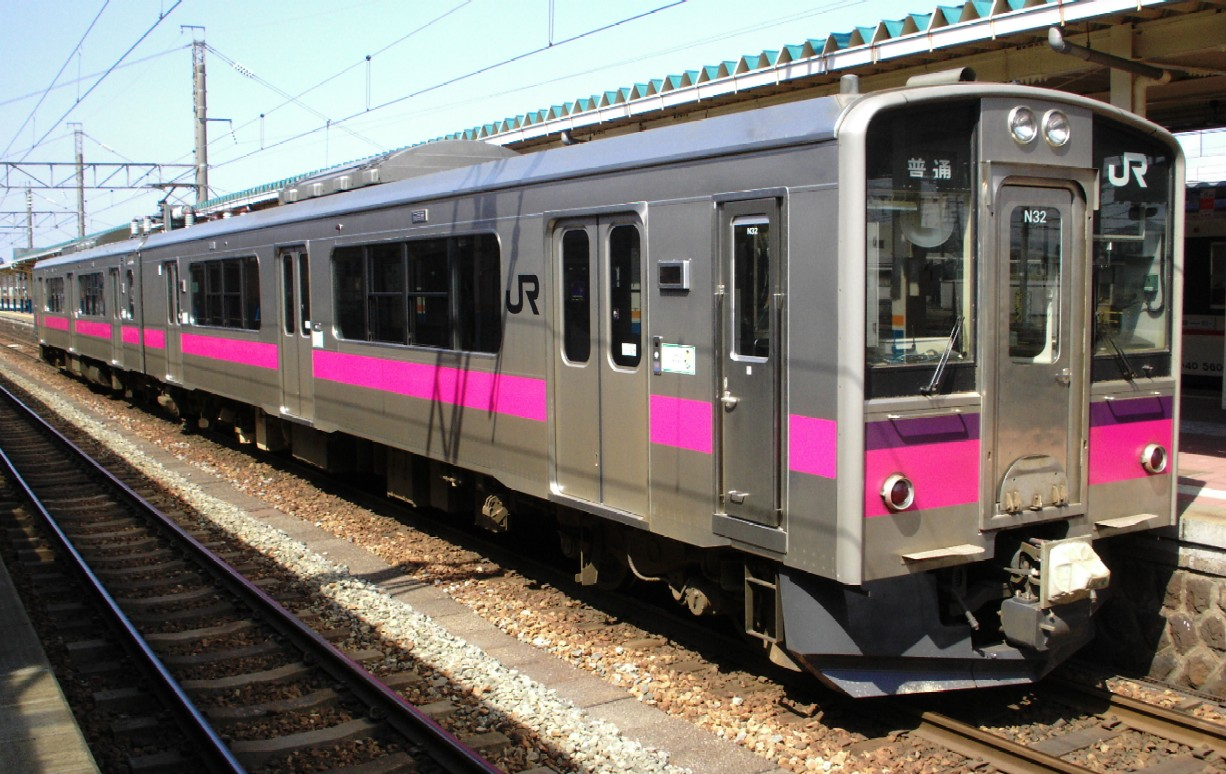
701系

気動車
- キハ110系
  - 新潟車両センター新津派出所所属車：米坂線直通列車とその間合い運用として新津駅 - 坂町駅間で2両編成で運用される。
  - 仙台車両センター小牛田派出所所属車：陸羽西線直通列車で余目駅 - 酒田駅間で運用される。現在、運休中。

- GV-E400系（新潟車両センター新津派出所所属）：2019年8月19日から新津駅 - 鼠ケ関駅間で、同年12月1日から鼠ケ関駅 - 酒田駅間で運用を開始した電気式気動車。2020年3月のダイヤ改正以降は村上駅 - 酒田駅間の普通列車の主力車両となった。2両編成での運行が大半だが、新津駅 - 新発田駅間では1両編成、村上以北では4両編成での運用もある。
- HB-E300系（新潟車両センター所属）：2019年10月5日から臨時快速「海里」で運用。

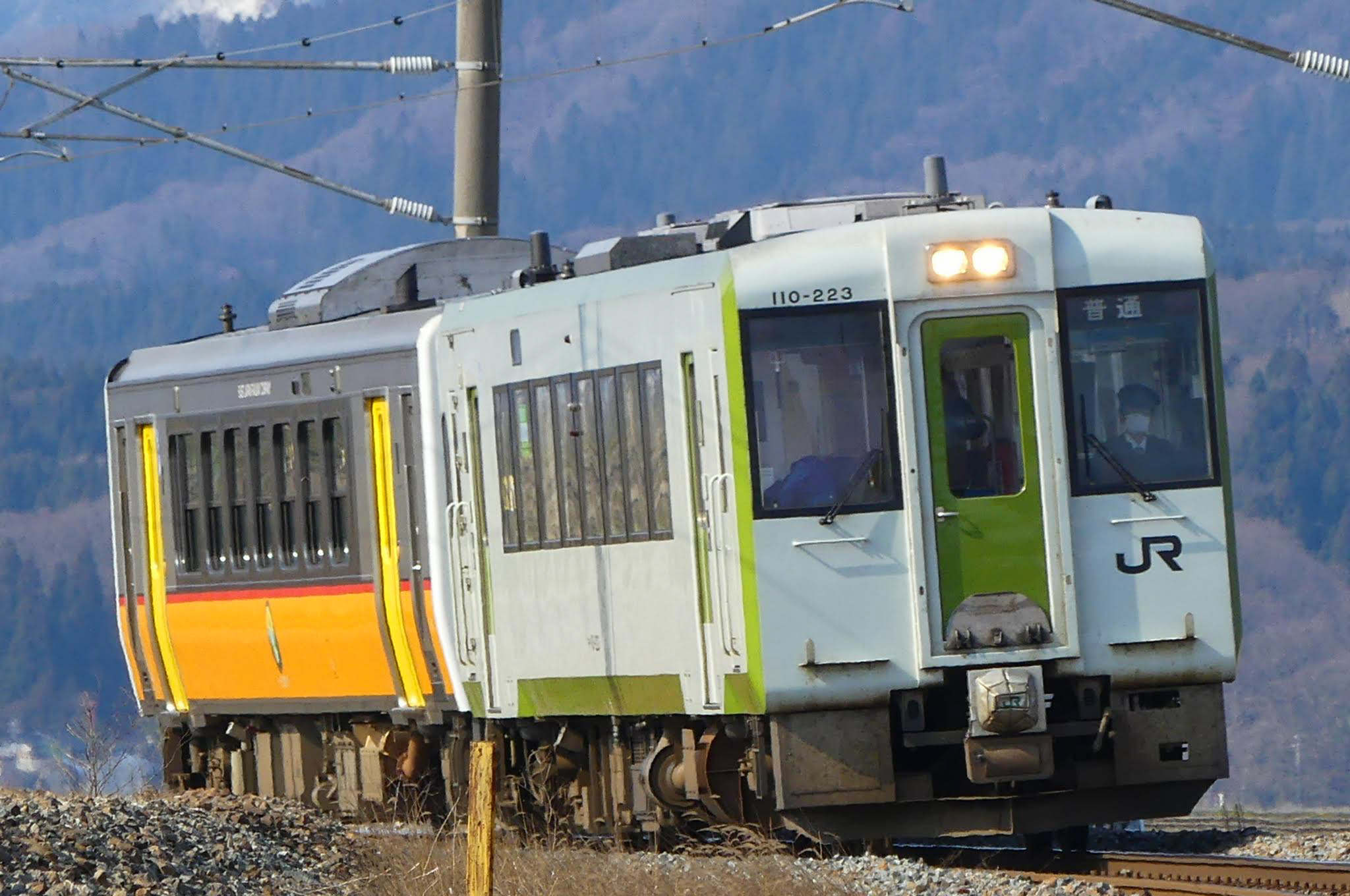
新津運輸区（現・新潟車両センター新津派出所）所属のキハ110系（後ろはキハE120系）
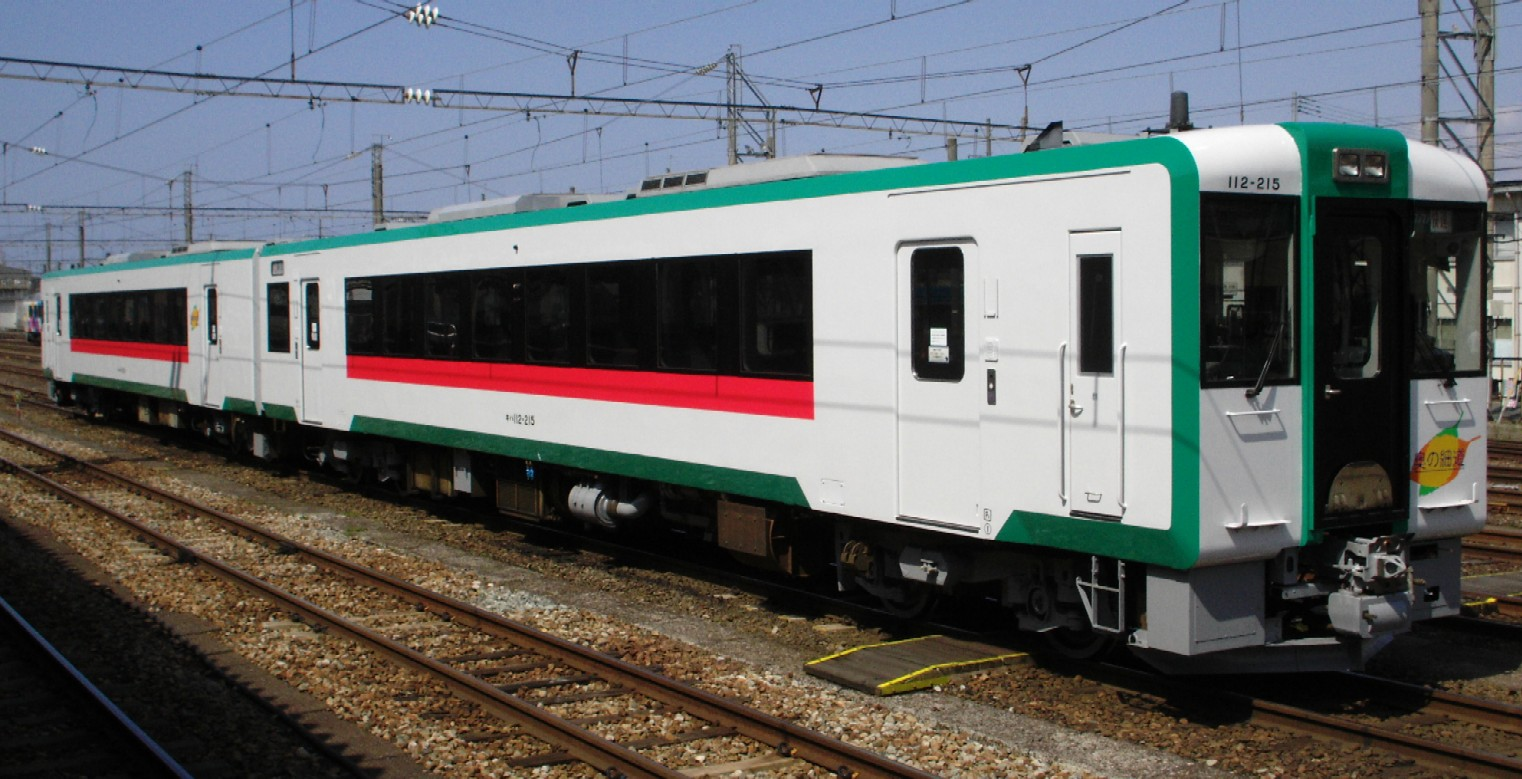
陸羽西線直通列車に運用されるキハ110系
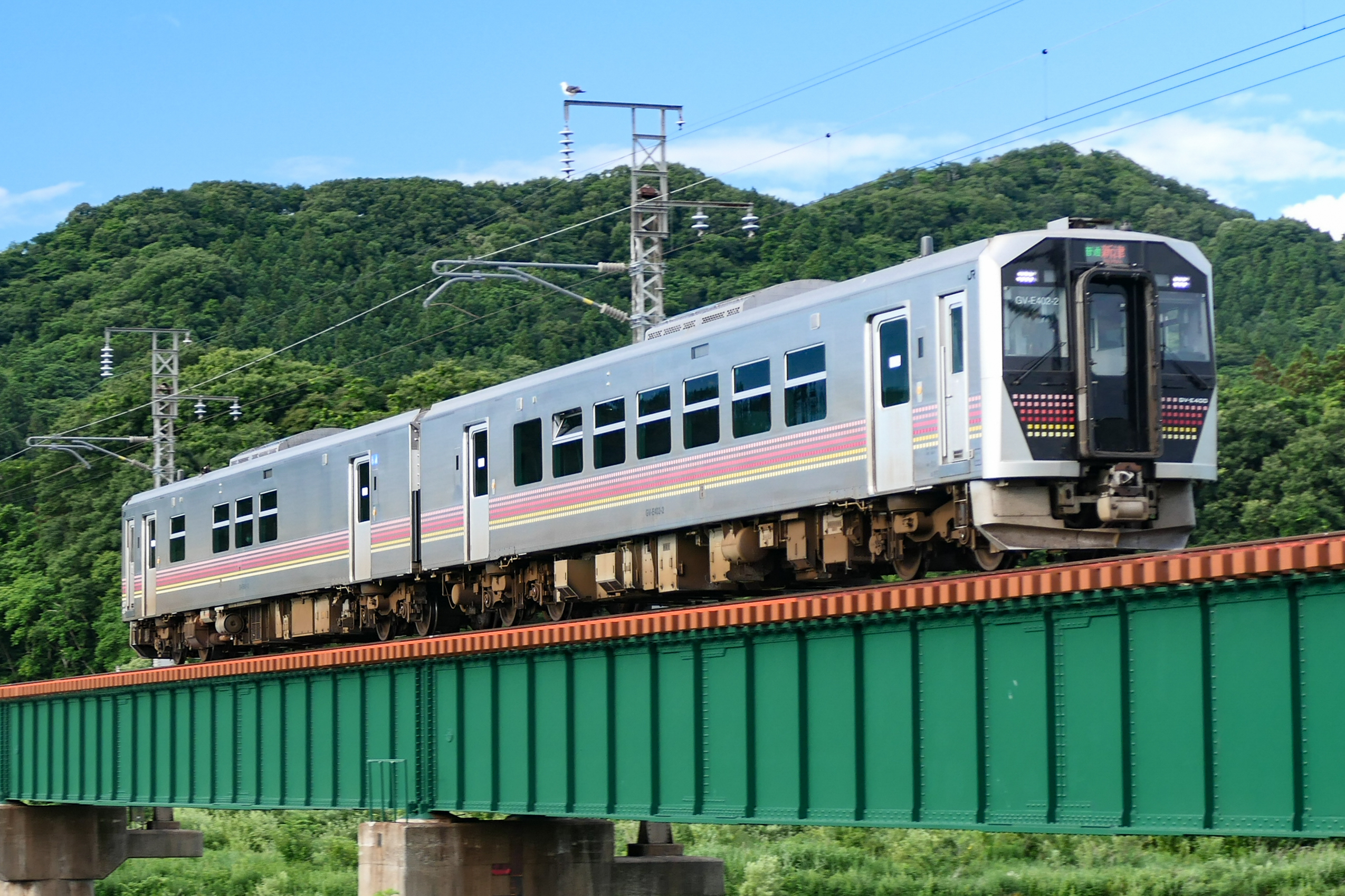
GV-E400系
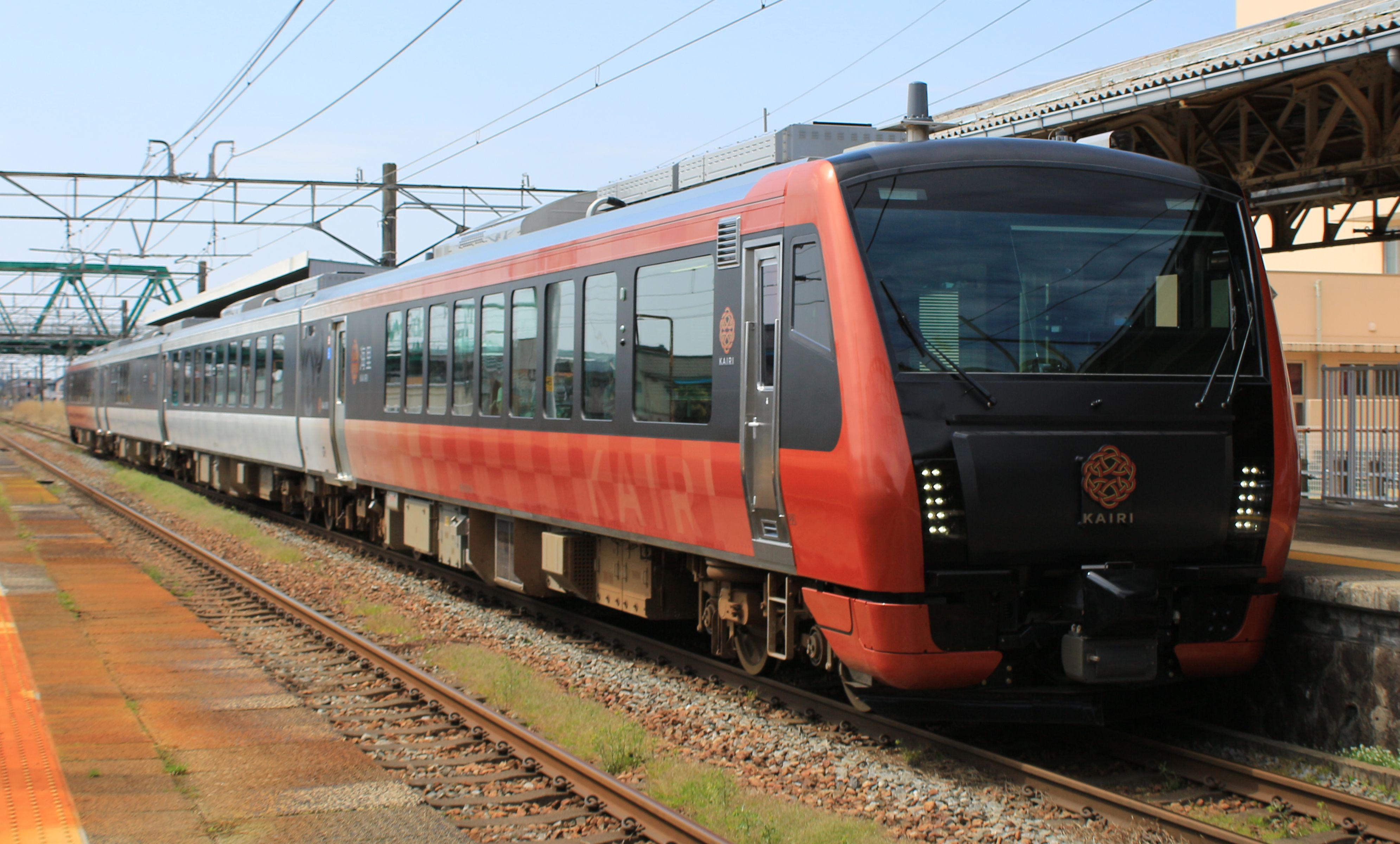
快速「海里」HB-E300系

### 過去の使用車両
電車

2014年7月改正時点での運行車両（新津駅 - 鼠ケ関駅間のみ）

- 70系（モハ70形・クハ75形・クハ76形・サハ75形。長岡運転所所属）：1978年に運用を終了した。
- 80系（サハ85形・サハ87形。長岡運転所所属）：上記70系の編成に混用されていたが1978年に運用を終了した。
- 51系（クハ68形。32系・40系・42系からの改造車を含む。長岡運転所所属）：上記70系の編成に混用されていたが1978年に運用を終了した。
- 115系（新潟車両センター所属）：2018年3月改正で運用を終了した。E129系による置き換え開始前の2014年7月時点では白新線直通の新発田駅 - 村上駅間の列車でS・N・L編成を使用した3-7両編成で運用されていたほか、新津駅 - 新発田駅間でも朝夕1往復ずつS・N編成を使用した5-6両編成で運用があった。
- E127系（新潟車両センター所属）：2015年3月のえちごトキめき鉄道開業に伴う同社への譲渡のため、運用を終了した。2014年7月時点では白新線直通の新発田駅 - 村上駅間の列車で朝に6両編成、昼にワンマン運用の2両編成でそれぞれ1往復運用されていた。
- 165系
- 485系（新潟車両センター所属）：特急「白鳥」「いなほ」および快速「らくらくトレイン村上」で運用されていたが、2014年7月12日以降は臨時列車のみの運用となり、2017年3月のダイヤ改正で運用終了した。また、観光列車用として、2018年まで「NO.DO.KA」が、2019年まで「きらきらうえつ」が運用されていたが、いずれも運行を終了した。

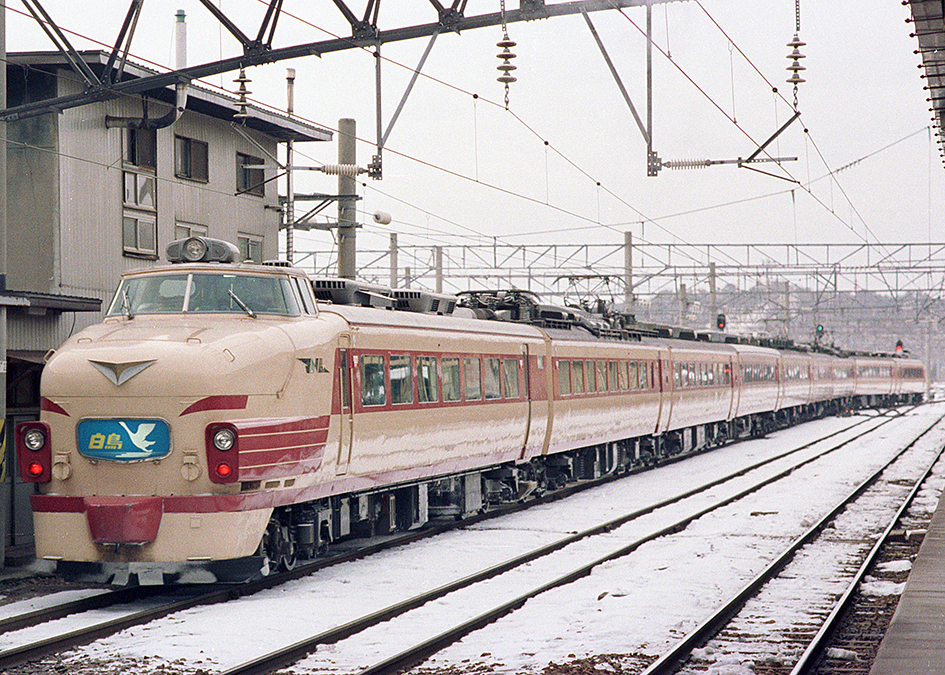
特急「白鳥」の489系
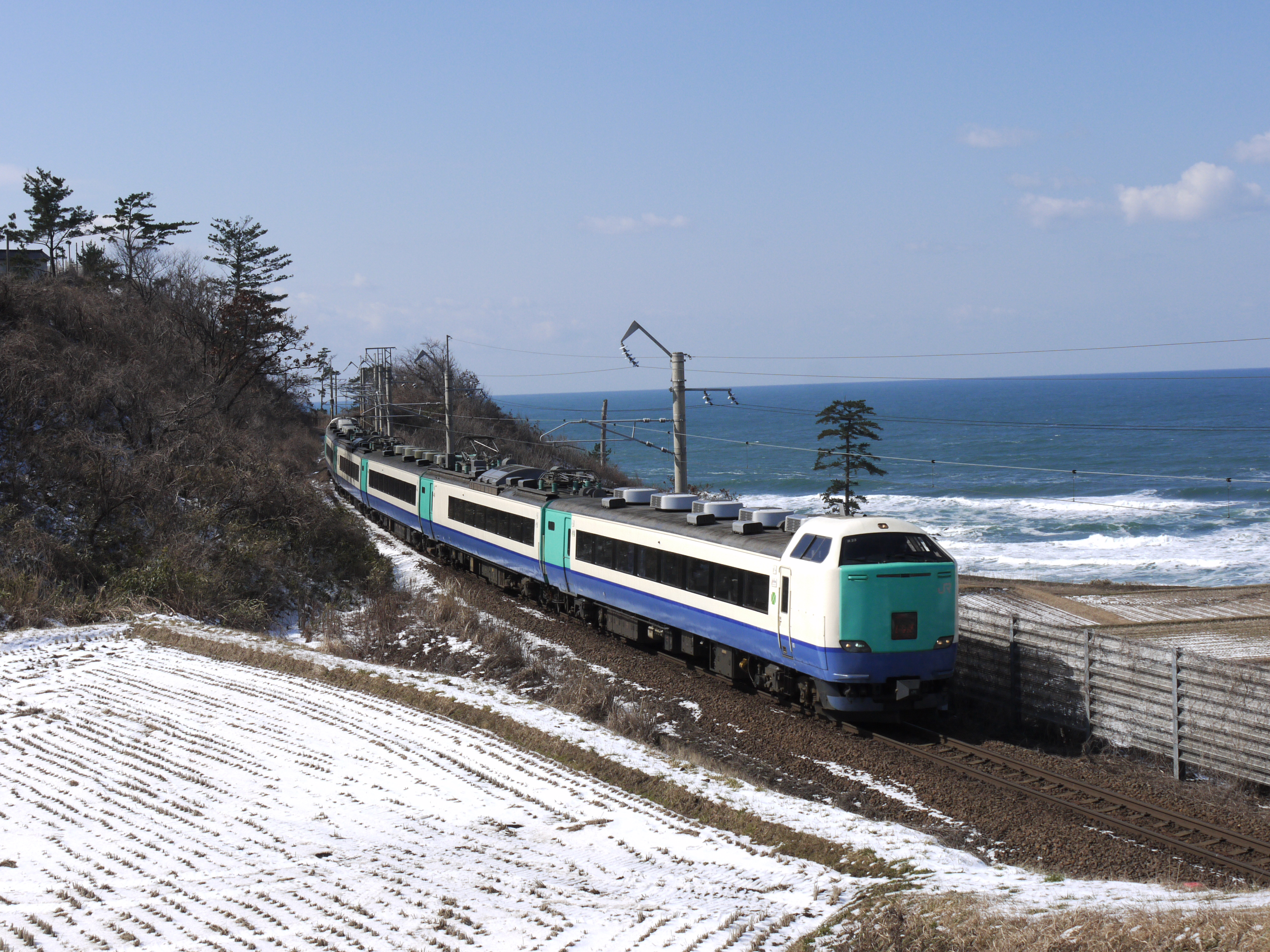
特急「いなほ」の485系3000番台
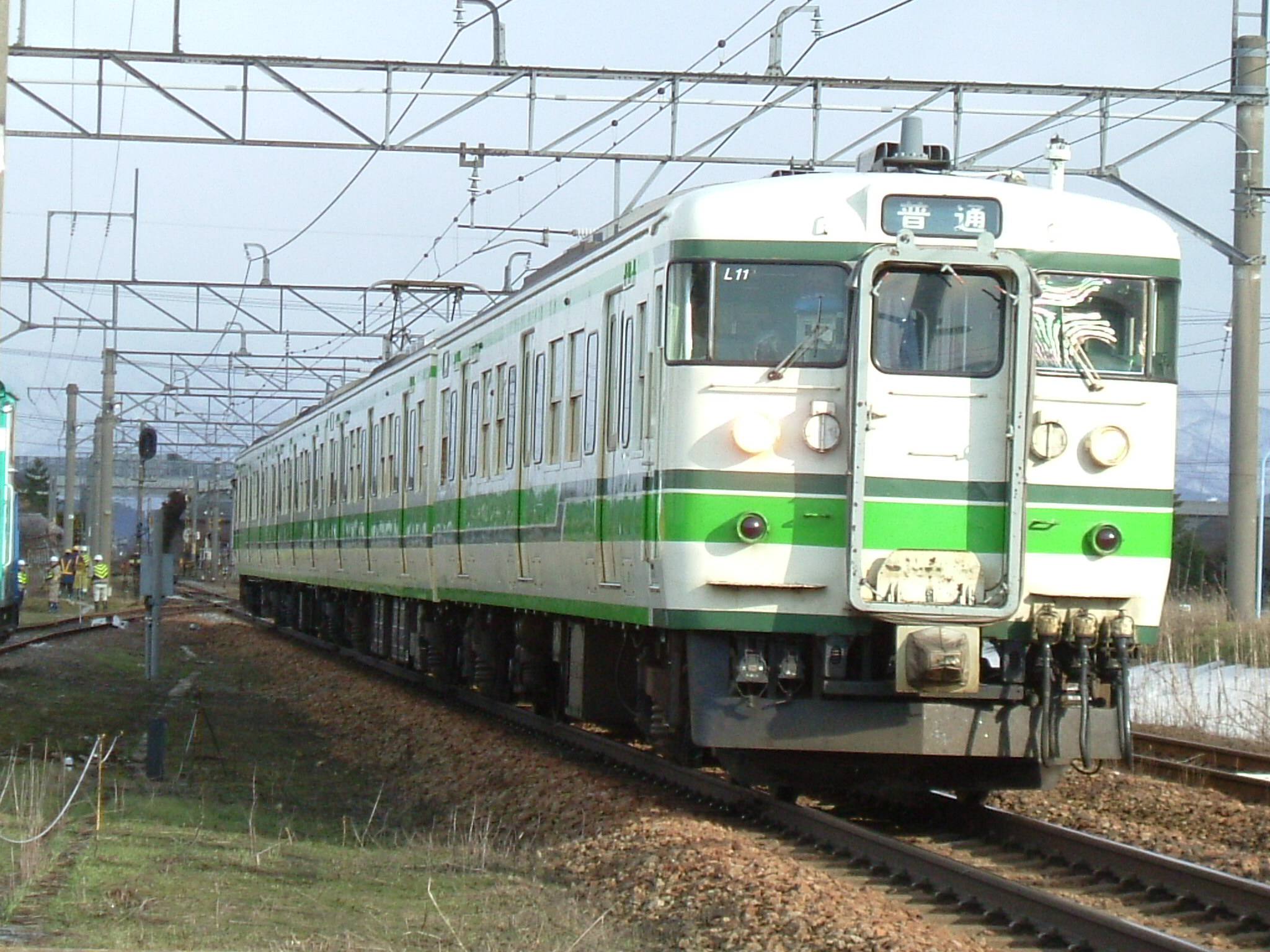
115系
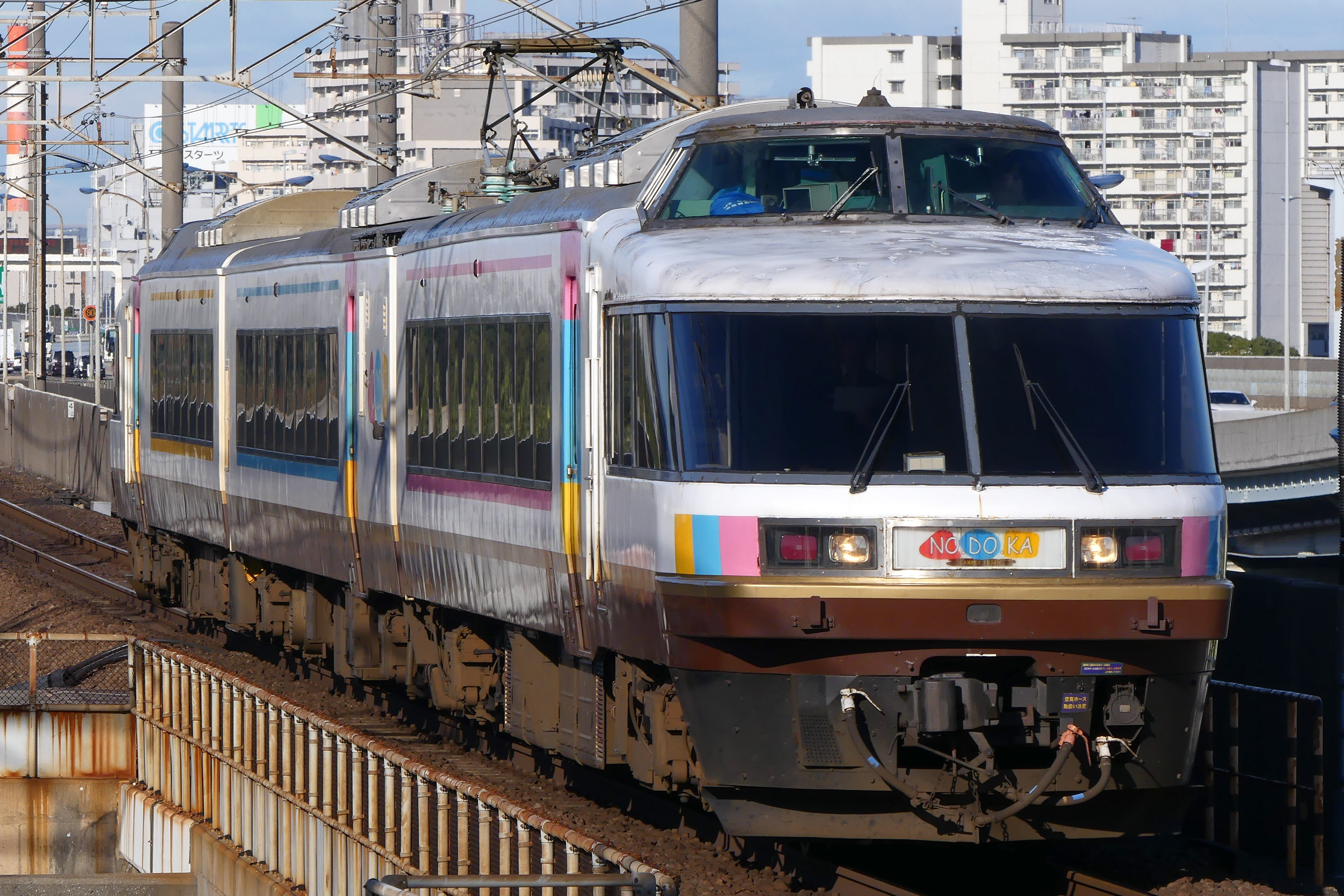
485系「NO.DO.KA」
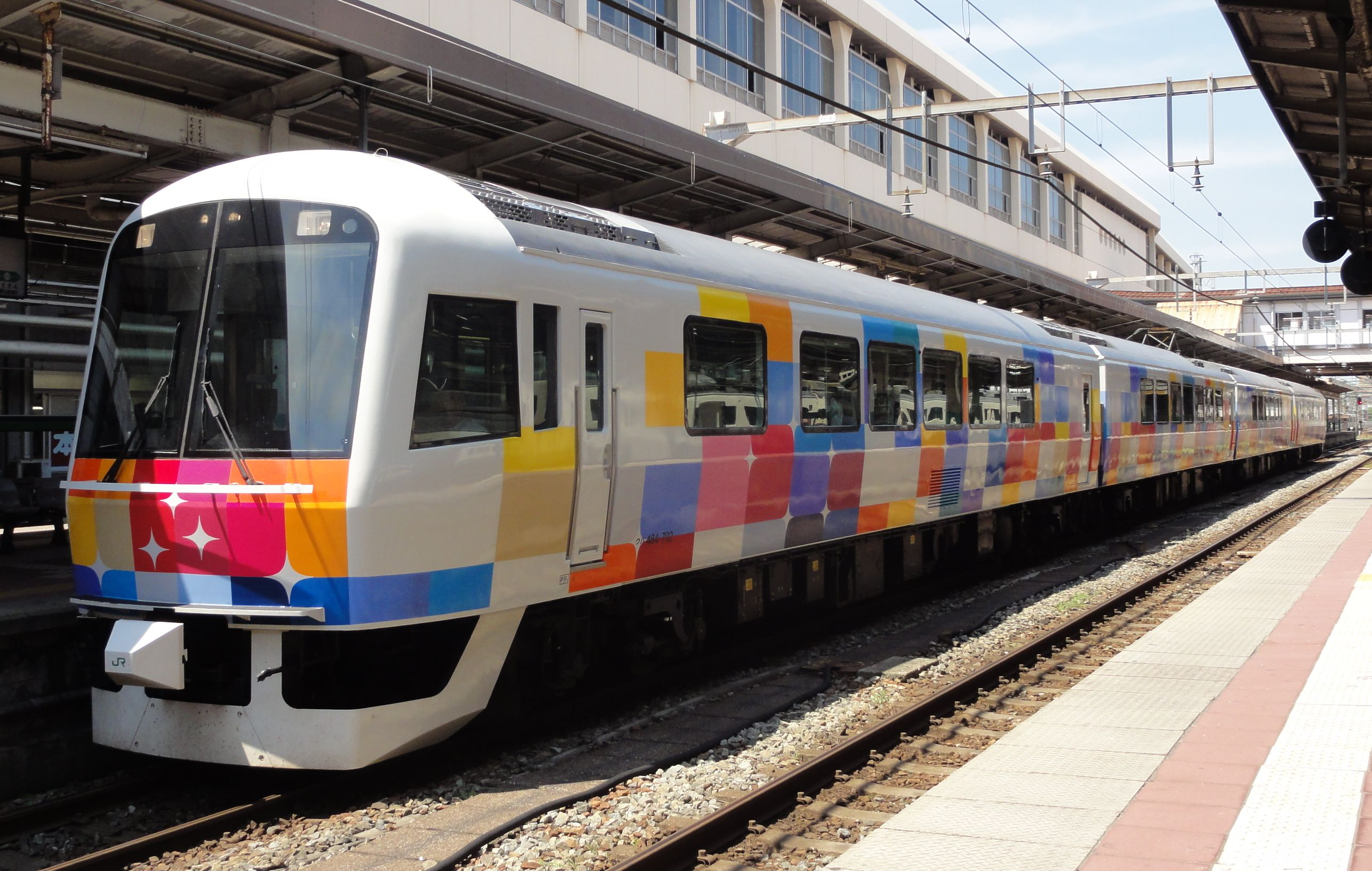
485系「きらきらうえつ」
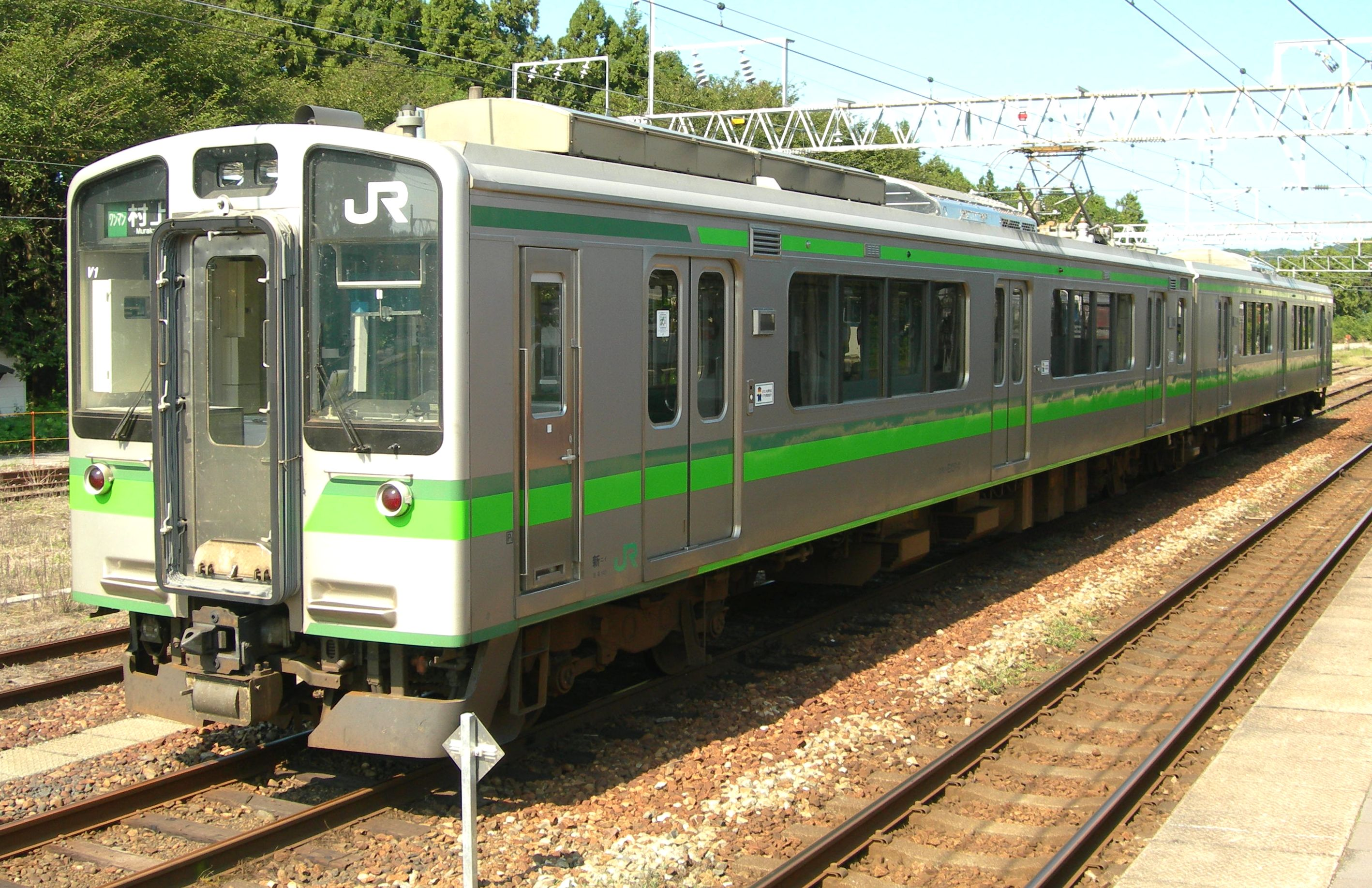
E127系

気動車
- キハ80系
- キハ58系
- キハ52形
- キハ40系（新津運輸区所属）：2019年以降のGV-E400系の導入に伴い、2020年3月のダイヤ改正で全ての車両が置き換えられ、運用を終了した。GV-E400系導入直前の時点では、新津駅 - 酒田駅間で2-4両編成で運用されていた。
- キハE120形：2008年に新津運輸区に導入され、当初は新津駅 - 酒田駅間でキハ110系と共通で運用されていたが、新潟駅がATS-P化された2018年からは米坂線直通列車を中心とした運用になっていた。2020年3月に只見線用として郡山総合車両センター会津若松派出に転属した。

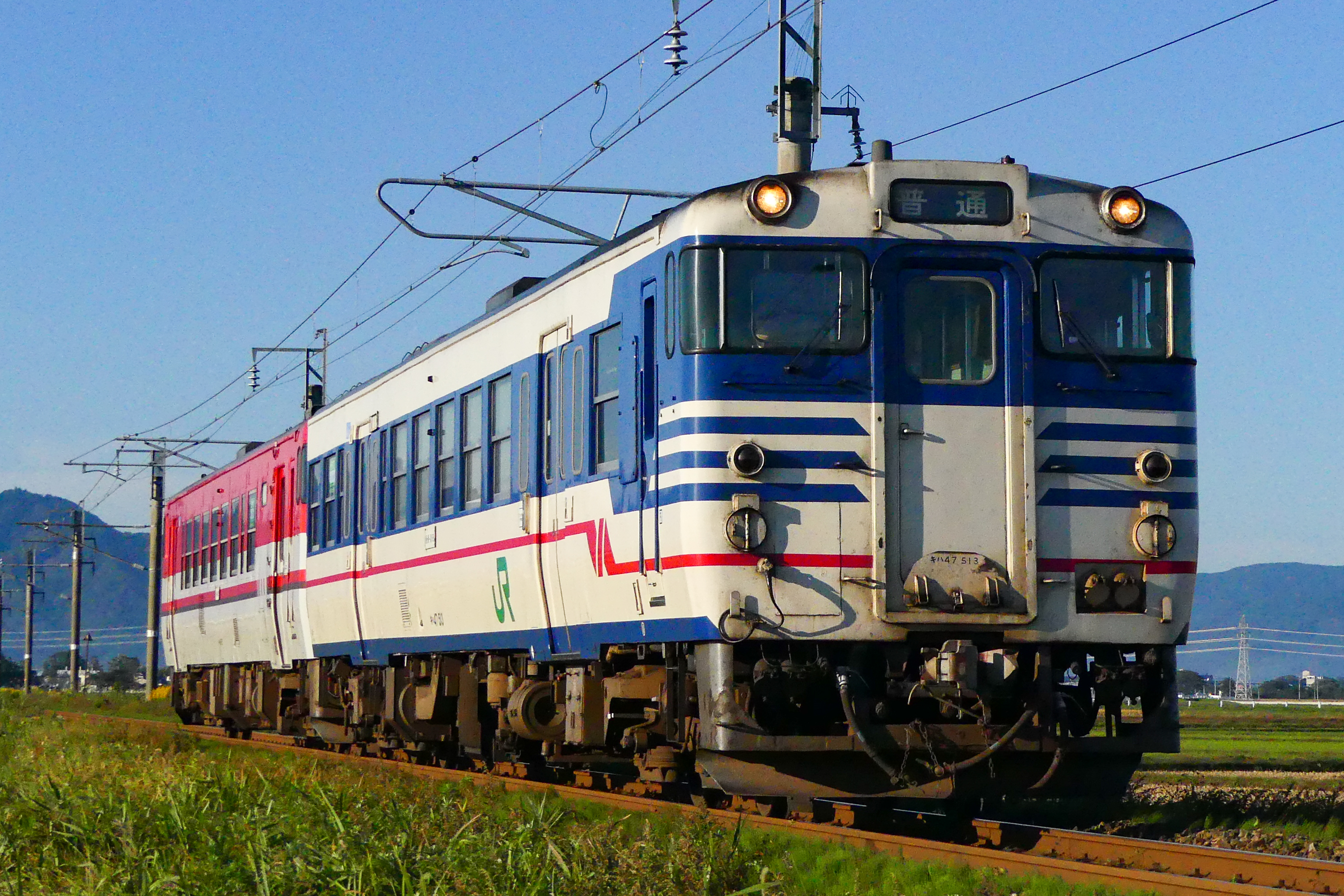
キハ40系47形・40形
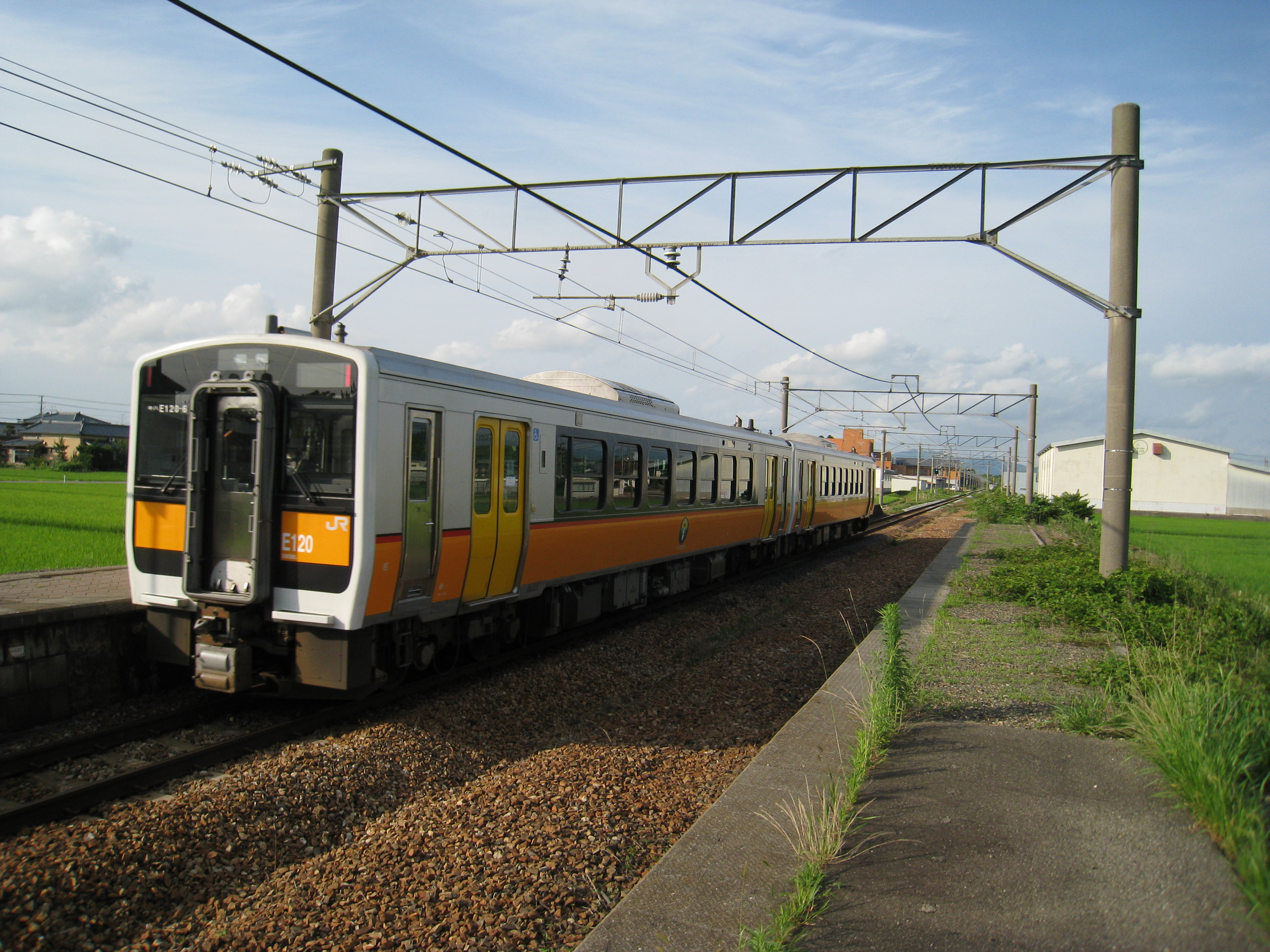
キハE120形

客車
- 24系：網干総合車両所宮原支所所属の車両が「トワイライトエクスプレス」で運用されていた。
- 50系

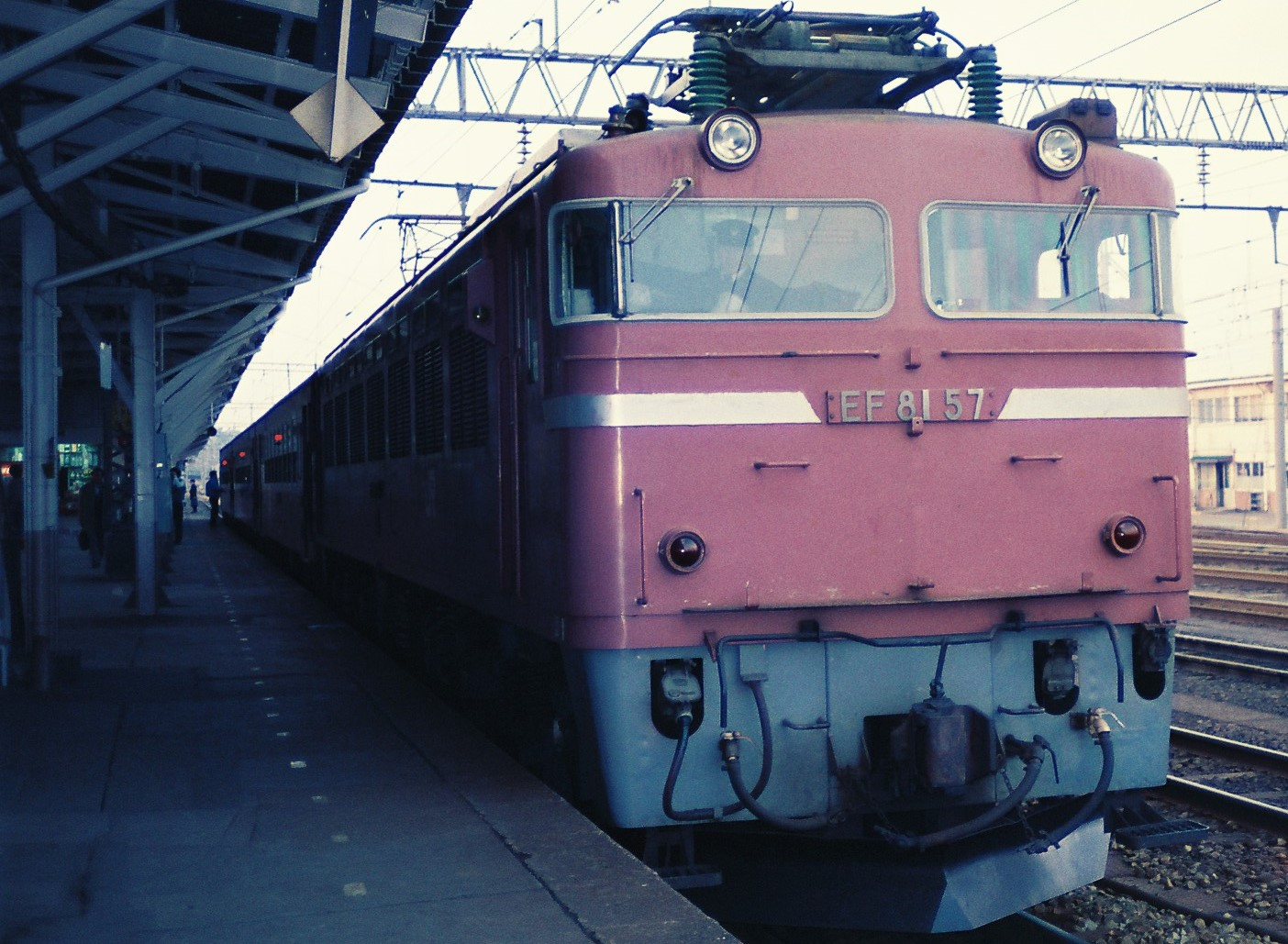
羽越本線の客車列車（EF81形電気機関車+50系客車）

## 駅一覧

### 本線（東日本旅客鉄道）
- 駅名 … （貨）：貨物専用駅◇・■：貨物取扱駅（◇は定期貨物列車の発着なし、■はオフレールステーション）
- 停車駅
  - 普通…●：全列車停車、○：一部の列車のみ停車、｜：全列車通過
  - 快速…●：全列車停車、｜：全列車通過
    - 村上発着の快速列車と「べにばな」は全列車白新線経由新潟駅発着（全停車駅は列車記事を参照）

  - 特急「いなほ (列車)」、臨時快速「海里」については各列車記事を参照
  - 陸羽西線の代行バスは「陸羽西線#バス代行輸送」を参照
- 線路 … ||：複線区間、◇：単線区間（列車交換可能）、｜：単線区間（列車交換不可）、∨：ここより下は単線、∧：ここより下は複線
  - ※：女鹿駅・桂根駅は、ホームは1面1線であるが、ホームのない副本線を利用した列車交換が可能

| 電化方式 | 駅名         | 営業キロ | 営業キロ | 普通 | 快速     | 快速     | 接続路線                                          | 線路 | 所在地 | 所在地          |
| 電化方式 | 駅名         | 駅間     | 累計     | 普通 | 愛称なし | べにばな | 接続路線                                          | 線路 | 所在地 | 所在地          |
| -------- | ------------ | -------- | -------- | ---- | -------- | -------- | ------------------------------------------------- | ---- | ------ | --------------- |
| 直流電化 | 新津駅◇      | -        | 0.0      | ●    |          |          | 東日本旅客鉄道：■信越本線・■磐越西線              | ∨    | 新潟県 | 新潟市 秋葉区   |
| 直流電化 | 京ケ瀬駅     | 6.1      | 6.1      | ●    |          |          |                                                   | ◇    | 新潟県 | 阿賀野市        |
| 直流電化 | 水原駅       | 4.1      | 10.2     | ●    |          |          |                                                   | ◇    | 新潟県 | 阿賀野市        |
| 直流電化 | 神山駅       | 3.7      | 13.9     | ●    |          |          |                                                   | ｜   | 新潟県 | 阿賀野市        |
| 直流電化 | 月岡駅       | 3.9      | 17.8     | ●    |          |          |                                                   | ◇    | 新潟県 | 新発田市        |
| 直流電化 | 中浦駅       | 3.7      | 21.5     | ●    |          |          |                                                   | ｜   | 新潟県 | 新発田市        |
| 直流電化 | 新発田駅◇    | 4.5      | 26.0     | ●    | ●        | ●        | 東日本旅客鉄道：■白新線（村上駅方面と直通あり）   | ∧    | 新潟県 | 新発田市        |
| 直流電化 | 加治駅       | 4.3      | 30.3     | ●    | ｜       | ｜       |                                                   | \|\| | 新潟県 | 新発田市        |
| 直流電化 | 金塚駅       | 5.0      | 35.3     | ●    | ｜       | ｜       |                                                   | ∨    | 新潟県 | 新発田市        |
| 直流電化 | 中条駅■      | 3.8      | 39.1     | ●    | ●        | ●        |                                                   | ∧    | 新潟県 | 胎内市          |
| 直流電化 | 平木田駅     | 5.6      | 44.7     | ●    | ｜       | ｜       |                                                   | \|\| | 新潟県 | 胎内市          |
| 直流電化 | 坂町駅       | 3.3      | 48.0     | ●    | ●        | ●        | 東日本旅客鉄道：■米坂線（新発田駅方面と直通あり） | \|\| | 新潟県 | 村上市          |
| 直流電化 | 平林駅       | 3.6      | 51.6     | ●    | ｜       |          |                                                   | ∨    | 新潟県 | 村上市          |
| 直流電化 | 岩船町駅     | 3.6      | 55.2     | ●    | ｜       |          |                                                   | ◇    | 新潟県 | 村上市          |
| 直流電化 | 村上駅       | 4.2      | 59.4     | ●    | ●        |          |                                                   | ∧    | 新潟県 | 村上市          |
| 交流電化 | 間島駅       | 7.1      | 66.5     | ●    |          |          |                                                   | ∨    | 新潟県 | 村上市          |
| 交流電化 | 越後早川駅   | 4.9      | 71.4     | ●    |          |          |                                                   | ∧    | 新潟県 | 村上市          |
| 交流電化 | 桑川駅       | 6.9      | 78.3     | ●    |          |          |                                                   | ∨    | 新潟県 | 村上市          |
| 交流電化 | 今川駅       | 4.3      | 82.6     | ●    |          |          |                                                   | ◇    | 新潟県 | 村上市          |
| 交流電化 | 越後寒川駅   | 4.9      | 87.5     | ●    |          |          |                                                   | ∧    | 新潟県 | 村上市          |
| 交流電化 | 勝木駅       | 5.3      | 92.8     | ●    |          |          |                                                   | ∨    | 新潟県 | 村上市          |
| 交流電化 | 府屋駅       | 3.1      | 95.9     | ●    |          |          |                                                   | ∧    | 新潟県 | 村上市          |
| 交流電化 | 鼠ケ関駅     | 5.1      | 101.0    | ●    |          |          |                                                   | \|\| | 山形県 | 鶴岡市          |
| 交流電化 | 小岩川駅     | 4.4      | 105.4    | ●    |          |          |                                                   | ∨    | 山形県 | 鶴岡市          |
| 交流電化 | あつみ温泉駅 | 4.4      | 109.8    | ●    |          |          |                                                   | ∧    | 山形県 | 鶴岡市          |
| 交流電化 | 五十川駅     | 5.9      | 115.7    | ●    |          |          |                                                   | \|\| | 山形県 | 鶴岡市          |
| 交流電化 | 小波渡駅     | 4.4      | 120.1    | ●    |          |          |                                                   | \|\| | 山形県 | 鶴岡市          |
| 交流電化 | 三瀬駅       | 3.1      | 123.2    | ●    |          |          |                                                   | \|\| | 山形県 | 鶴岡市          |
| 交流電化 | 羽前水沢駅   | 5.7      | 128.9    | ●    |          |          |                                                   | \|\| | 山形県 | 鶴岡市          |
| 交流電化 | 羽前大山駅   | 4.5      | 133.4    | ●    |          |          |                                                   | ∨    | 山形県 | 鶴岡市          |
| 交流電化 | 西鶴岡信号場 | -        | 136.6    | ｜   |          |          |                                                   | ◇    | 山形県 | 鶴岡市          |
| 交流電化 | 鶴岡駅       | 6.0      | 139.4    | ●    |          |          |                                                   | ◇    | 山形県 | 鶴岡市          |
| 交流電化 | 幕ノ内信号場 | -        | 142.6    | ｜   |          |          |                                                   | ◇    | 山形県 | 鶴岡市          |
| 交流電化 | 藤島駅       | 6.6      | 146.0    | ●    |          |          |                                                   | ∧    | 山形県 | 鶴岡市          |
| 交流電化 | 西袋駅       | 5.1      | 151.1    | ●    |          |          |                                                   | \|\| | 山形県 | 東田川郡 庄内町 |
| 交流電化 | 余目駅       | 3.6      | 154.7    | ●    |          |          | 東日本旅客鉄道：■陸羽西線（酒田駅方面と直通あり） | \|\| | 山形県 | 東田川郡 庄内町 |
| 交流電化 | 北余目駅     | 2.7      | 157.4    | ●    |          |          |                                                   | \|\| | 山形県 | 東田川郡 庄内町 |
| 交流電化 | 砂越駅       | 3.0      | 160.4    | ●    |          |          |                                                   | \|\| | 山形県 | 酒田市          |
| 交流電化 | 東酒田駅     | 3.3      | 163.7    | ●    |          |          |                                                   | \|\| | 山形県 | 酒田市          |
| 交流電化 | 酒田駅       | 3.2      | 166.9    | ●    |          |          | 日本貨物鉄道：羽越本線貨物支線（酒田港駅方面）    | \|\| | 山形県 | 酒田市          |
| 交流電化 | 本楯駅       | 6.4      | 173.3    | ●    |          |          |                                                   | ∨    | 山形県 | 酒田市          |
| 交流電化 | 南鳥海駅     | 2.6      | 175.9    | ●    |          |          |                                                   | ｜   | 山形県 | 酒田市          |
| 交流電化 | 遊佐駅       | 3.2      | 179.1    | ●    |          |          |                                                   | ∧    | 山形県 | 飽海郡 遊佐町   |
| 交流電化 | 吹浦駅       | 7.0      | 186.1    | ●    |          |          |                                                   | ∨    | 山形県 | 飽海郡 遊佐町   |
| 交流電化 | 女鹿駅       | 3.6      | 189.7    | ○    |          |          |                                                   | ※    | 山形県 | 飽海郡 遊佐町   |
| 交流電化 | 小砂川駅     | 5.1      | 194.8    | ●    |          |          |                                                   | ◇    | 秋田県 | にかほ市        |
| 交流電化 | 上浜駅       | 3.7      | 198.5    | ●    |          |          |                                                   | ◇    | 秋田県 | にかほ市        |
| 交流電化 | 象潟駅       | 4.9      | 203.4    | ●    |          |          |                                                   | ◇    | 秋田県 | にかほ市        |
| 交流電化 | 金浦駅       | 5.8      | 209.2    | ●    |          |          |                                                   | ∧    | 秋田県 | にかほ市        |
| 交流電化 | 仁賀保駅     | 5.5      | 214.7    | ●    |          |          |                                                   | ∨    | 秋田県 | にかほ市        |
| 交流電化 | 出戸信号場   | -        | 217.8    | ｜   |          |          |                                                   | ◇    | 秋田県 | 由利本荘市      |
| 交流電化 | 西目駅       | 8.4      | 223.1    | ●    |          |          |                                                   | ∧    | 秋田県 | 由利本荘市      |
| 交流電化 | 羽後本荘駅■  | 5.8      | 228.9    | ●    |          |          | 由利高原鉄道：鳥海山ろく線                        | \|\| | 秋田県 | 由利本荘市      |
| 交流電化 | 羽後岩谷駅   | 7.1      | 236.0    | ●    |          |          |                                                   | \|\| | 秋田県 | 由利本荘市      |
| 交流電化 | 折渡駅       | 4.7      | 240.7    | ○    |          |          |                                                   | ∨    | 秋田県 | 由利本荘市      |
| 交流電化 | 羽後亀田駅   | 3.0      | 243.7    | ●    |          |          |                                                   | ◇    | 秋田県 | 由利本荘市      |
| 交流電化 | 二古信号場   | -        | 248.3    | ｜   |          |          |                                                   | ◇    | 秋田県 | 由利本荘市      |
| 交流電化 | 岩城みなと駅 | 6.5      | 250.2    | ●    |          |          |                                                   | ｜   | 秋田県 | 由利本荘市      |
| 交流電化 | 道川駅       | 1.6      | 251.8    | ●    |          |          |                                                   | ∧    | 秋田県 | 由利本荘市      |
| 交流電化 | 下浜駅       | 6.6      | 258.4    | ●    |          |          |                                                   | ∨    | 秋田県 | 秋田市          |
| 交流電化 | 桂根駅       | 3.3      | 261.7    | ○    |          |          |                                                   | ※    | 秋田県 | 秋田市          |
| 交流電化 | 新屋駅       | 4.0      | 265.7    | ●    |          |          |                                                   | ◇    | 秋田県 | 秋田市          |
| 交流電化 | 羽後牛島駅   | 3.3      | 269.0    | ●    |          |          |                                                   | ◇    | 秋田県 | 秋田市          |
| 交流電化 | 秋田駅       | 2.7      | 271.7    | ●    |          |          | 東日本旅客鉄道：■秋田新幹線・■奥羽本線・■男鹿線   | ∧    | 秋田県 | 秋田市          |

1. ↑  男鹿線の正式な起点は奥羽本線追分駅だが、運転系統上は全列車秋田駅まで乗り入れる

2023年度の時点で、JR東日本自社による乗車人員集計の対象駅は、新津駅・新発田駅・中条駅・坂町駅・村上駅・あつみ温泉駅・鶴岡駅・藤島駅・余目駅・酒田駅・遊佐駅・象潟駅・金浦駅・仁賀保駅・羽後本荘駅・新屋駅・羽後牛島駅・秋田駅である。それ以外の駅は完全な無人駅（年度途中に無人となった駅を含む）のため集計対象から外されている。

### 貨物支線（日本貨物鉄道）
- 非電化。両駅とも山形県酒田市に所在。

| 駅名           | 営業キロ | 接続路線                         |
| -------------- | -------- | -------------------------------- |
| 酒田駅         | 0.0      | 東日本旅客鉄道：羽越本線（本線） |
| （貨）酒田港駅 | 2.7      |                                  |

### 廃駅・廃止信号場
- 加治川仮乗降場：1962年8月1日廃止、新発田駅 - 加治駅間
- 新川信号場：1966年9月20日廃止、中条駅 - 平木田駅間
- 矢引信号場：1967年10月17日廃止、三瀬駅 - 羽前水沢駅間

### 過去の接続路線
- 新発田駅：赤谷線 - 1984年4月1日廃止
- 鶴岡駅：庄内交通湯野浜線 - 1975年4月1日廃止
- 秋田駅：秋田市電 - 1966年1月1日休止、同年3月31日廃止

## 利用状況

### 平均通過人員
各年度の平均通過人員（人/日）は以下のとおりである。
| 年度                   | 平均通過人員（人/日） | 平均通過人員（人/日） | 平均通過人員（人/日） | 平均通過人員（人/日） | 平均通過人員（人/日） | 平均通過人員（人/日） | 平均通過人員（人/日） | 出典   |
| 年度                   | 全区間                | 新津 - 新発田         | 新発田 - 村上         | 村上 - 鶴岡           | 鶴岡 - 酒田           | 酒田 - 羽後本荘       | 羽後本荘 - 秋田       | 出典   |
| ---------------------- | --------------------- | --------------------- | --------------------- | --------------------- | --------------------- | --------------------- | --------------------- | ------ |
| 2011年度（平成23年度） | 2,984                 | 2,166                 | 6,364                 | 2,539                 | 3,046                 | 1,872                 | 3,247                 | [ 86 ] |
| 2012年度（平成24年度） | 2,790                 | 1,975                 | 6,290                 | 2,344                 | 2,776                 | 1,686                 | 2,993                 | [ 86 ] |
| 2013年度（平成25年度） | 2,843                 | 1,974                 | 6,474                 | 2,359                 | 2,800                 | 1,705                 | 3,120                 | [ 86 ] |
| 2014年度（平成26年度） | 2,557                 | 1,676                 | 6,088                 | 2,122                 | 2,516                 | 1,446                 | 2,785                 | [ 86 ] |
| 2015年度（平成27年度） | 2,378                 | 1,523                 | 5,919                 | 1,962                 | 2,328                 | 1,232                 | 2,606                 | [ 86 ] |
| 2016年度（平成28年度） | 2,293                 | 1,462                 | 5,871                 | 1,881                 | 2,272                 | 1,131                 | 2,472                 | [ 87 ] |
| 2017年度（平成29年度） | 2,211                 | 1,413                 | 5,734                 | 1,803                 | 2,195                 | 1,033                 | 2,428                 | [ 87 ] |
| 2018年度（平成30年度） | 2,194                 | 1,362                 | 5,686                 | 1,795                 | 2,197                 | 987                   | 2,465                 | [ 87 ] |
| 2019年度（令和元年度） | 2,088                 | 1,300                 | 5,367                 | 1,695                 | 2,109                 | 977                   | 2,339                 | [ 88 ] |
| 2020年度（令和02年度） | 1,296                 | 1,148                 | 3,493                 | 697                   | 1,245                 | 645                   | 1,769                 | [ 88 ] |
| 2021年度（令和03年度） | 1,375                 | 1,180                 | 3,643                 | 853                   | 1,344                 | 680                   | 1,725                 | [ 88 ] |
| 2022年度（令和04年度） | 1,592                 | 1,221                 | 4,155                 | 1,171                 | 1,527                 | 723                   | 1,907                 | [ 88 ] |
| 2023年度（令和05年度） | 1,751                 | 1,257                 | 4,491                 | 1,423                 | 1,736                 | 777                   | 1,943                 | [ 89 ] |

### 収支・営業係数
平均通過人員が2,000人/日未満の線区における各年度の収支（運輸収入、営業費用）、営業係数、収支率は以下のとおりである。▲はマイナスを意味する。
なお、2019 - 2022年度（令和元 - 4年度）は2019年度（令和元年度）の平均通過人員が2,000人/日未満の線区が開示対象となっていたが、2023年度（令和5年度）は同年度の平均通過人員が2,000人/日未満の線区が開示対象となっている。
| 年度                   | 収支（百万円） | 収支（百万円） | 収支（百万円） | 営業 係数 （円） | 収支率 | 出典   |
| 年度                   | 運輸 収入      | 営業 費用      | 計             | 営業 係数 （円） | 収支率 | 出典   |
| ---------------------- | -------------- | -------------- | -------------- | ---------------- | ------ | ------ |
| 2019年度（令和元年度） | 95             | 958            | ▲862           | 1,000            | 10.0%  | [ 90 ] |
| 2020年度（令和02年度） | 74             | 924            | ▲849           | 1,236            | 8.1%   | [ 90 ] |
| 2021年度（令和03年度） | 78             | 984            | ▲905           | 1,254            | 8.0%   | [ 91 ] |
| 2022年度（令和04年度） | 82             | 1,031          | ▲949           | 1,251            | 8.0%   | [ 92 ] |
| 2023年度（令和05年度） | 87             | 1,172          | ▲1,085         | 1,346            | 7.4%   | [ 93 ] |

| 年度                   | 収支（百万円） | 収支（百万円） | 収支（百万円） | 営業 係数 （円） | 収支率 | 出典   |
| 年度                   | 運輸 収入      | 営業 費用      | 計             | 営業 係数 （円） | 収支率 | 出典   |
| ---------------------- | -------------- | -------------- | -------------- | ---------------- | ------ | ------ |
| 2019年度（令和元年度） | 687            | 5,596          | ▲4,909         | 815              | 12.3%  | [ 90 ] |
| 2020年度（令和02年度） | 222            | 5,477          | ▲5,255         | 2,466            | 4.1%   | [ 90 ] |
| 2021年度（令和03年度） | 298            | 5,297          | ▲4,998         | 1,772            | 5.6%   | [ 91 ] |
| 2022年度（令和04年度） | 453            | 5,400          | ▲4,946         | 1,191            | 8.4%   | [ 92 ] |
| 2023年度（令和05年度） | 588            | 5,556          | ▲4,968         | 945              | 10.6%  | [ 93 ] |

| 年度                   | 収支（百万円） | 収支（百万円） | 収支（百万円） | 営業 係数 （円） | 収支率 | 出典   |
| 年度                   | 運輸 収入      | 営業 費用      | 計             | 営業 係数 （円） | 収支率 | 出典   |
| ---------------------- | -------------- | -------------- | -------------- | ---------------- | ------ | ------ |
| 2023年度（令和05年度） | 263            | 1,939          | ▲1,675         | 735              | 13.6%  | [ 93 ] |

| 年度                   | 収支（百万円） | 収支（百万円） | 収支（百万円） | 営業 係数 （円） | 収支率 | 出典   |
| 年度                   | 運輸 収入      | 営業 費用      | 計             | 営業 係数 （円） | 収支率 | 出典   |
| ---------------------- | -------------- | -------------- | -------------- | ---------------- | ------ | ------ |
| 2019年度（令和元年度） | 245            | 2,956          | ▲2,711         | 1,204            | 8.3%   | [ 90 ] |
| 2020年度（令和02年度） | 129            | 2,850          | ▲2,720         | 2,193            | 4.6%   | [ 90 ] |
| 2021年度（令和03年度） | 146            | 2,925          | ▲2,778         | 1,997            | 5.0%   | [ 91 ] |
| 2022年度（令和04年度） | 166            | 3,108          | ▲2,941         | 1,865            | 5.4%   | [ 92 ] |
| 2023年度（令和05年度） | 187            | 2,992          | ▲2,805         | 1,596            | 6.3%   | [ 93 ] |

| 年度                   | 収支（百万円） | 収支（百万円） | 収支（百万円） | 営業 係数 （円） | 収支率 | 出典   |
| 年度                   | 運輸 収入      | 営業 費用      | 計             | 営業 係数 （円） | 収支率 | 出典   |
| ---------------------- | -------------- | -------------- | -------------- | ---------------- | ------ | ------ |
| 2023年度（令和05年度） | 323            | 2,181          | ▲1,857         | 673              | 14.9%  | [ 93 ] |